# 西伯郡

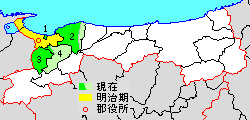
鳥取県西伯郡の位置図（1.日吉津村 2.大山町 3.南部町 4.伯耆町 薄緑：後に他郡から編入した区域）

西伯郡（さいはくぐん）は、鳥取県の郡。名称は伯耆国の西部であることに由来している。
人口37,501人、面積447.41km²、人口密度83.8人/km²。（2025年3月1日、推計人口）
以下の3町1村を含む。
- 日吉津村（ひえづそん）
- 大山町（だいせんちょう）
- 南部町（なんぶちょう）
- 伯耆町（ほうきちょう）

## 郡域
1896年（明治29年）に行政区画として発足した当時の郡域は、下記の区域にあたる。
- 米子市・境港市・日吉津村・南部町の全域
- 大山町の大部分（下甲、赤坂、退休寺、羽田井以東を除く）
- 伯耆町の一部（岸本、金廻、吉定、上細見、小野以西）

## 歴史
- 明治29年（1896年）

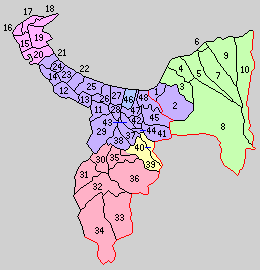
1.淀江町 2.宇田川村 3.高麗村 4.所子村 5.庄内村 6.御来屋村 7.名和村 8.大山村 9.光徳村 10.逢坂村 11.米子町 12.彦名村 13.住吉村 14.崎津村 15.渡村 16.外江村 17.境町 18.上道村 19.余子村 20.中浜村 21.大篠津村 22.夜見村 23.富益村 24.和田村 25.加茂村 26.福米村 27.福生村 28.車尾村 29.成実村 30.天津村 31.大国村 32.法勝寺村 33.東長田村 34.上長田村 35.手間村 36.賀野村 37.五千石村 38.尚徳村 39.幡郷村 40.大幡村 41.県村 42.古豊千村 43.八幡村 44.王子村 45.大高村 46.日吉津村 47.巌村 48.大和村（紫：米子市 桃：境港市 緑：大山町 赤：南部町 黄：伯耆町 青：合併なし）

  - 4月1日 - 郡制の施行のため汗入郡・会見郡の区域をもって西伯郡が発足。郡役所が米子町に設置。（3町45村）
    - 旧・汗入郡（1町9村）  - 淀江町、宇田川村（現・米子市）、高麗村（現・米子市、大山町）、所子村、庄内村、御来屋村、名和村、大山村、光徳村、逢坂村（現・大山町）
    - 旧・会見郡（2町36村）  - 米子町、彦名村、住吉村、崎津村、大篠津村、夜見村、富益村、和田村、加茂村、福米村、福生村、車尾村、成実村、五千石村、尚徳村、県村、古豊千村、八幡村、王子村、大高村、巌村、大和村（現・米子市）、渡村、外江村、境町、上道村、余子村、中浜村（現・境港市）、天津村、大国村、法勝寺村、東長田村、上長田村、手間村、賀野村（現・南部町）、幡郷村（現・南部町、伯耆町）、大幡村（現・伯耆町）、日吉津村（現存）

  - 9月1日 - 郡制を施行。
- 明治32年（1899年）3月18日 - 御来屋村が町制施行して御来屋町となる。（4町44村）
- 明治45年（1912年）2月1日 - 王子村・古豊千村・八幡村が合併して春日村が発足。（4町42村）
- 大正12年（1923年）4月1日 - 郡会が廃止。郡役所は存続。
- 大正15年（1926年）
  - 7月1日 - 郡役所が廃止。以降は地域区分名称となる。
  - 9月10日 - 成実村の一部（陰田・西大谷・美吉・長田）が米子町に編入。
- 昭和2年（1927年）4月1日 - 米子町が市制施行して米子市となり、郡より離脱。（3町42村）
- 昭和10年（1935年）9月25日 - 住吉村が米子市に編入。（3町41村）
- 昭和10年（1935年）時点での当郡の面積は417.45平方km、人口は100,949人（男48,188人・女52,761人）[1]。
- 昭和11年（1936年）7月15日 - 車尾村が米子市に編入。（3町40村）
- 昭和13年（1938年）3月17日 - 加茂村・福生村・福米村が米子市に編入。（3町37村）
- 昭和22年（1947年）11月1日 - 外江村が町制施行して外江町となる。（4町36村）
- 昭和28年（1953年）10月1日 - 尚徳村・五千石村が米子市に編入。（4町34村）
- 昭和29年（1954年）
  - 4月1日 - 庄内村・名和村・御来屋町・光徳村が合併して名和町が発足。（4町31村）
  - 6月1日 - 彦名村・崎津村・大篠津村・和田村・富益村・夜見村・巌村・成実村が米子市に編入。（4町23村）
  - 8月10日 - 渡村・外江町・境町・上道村・余子村・中浜村が合併して境港町が発足。（3町19村）
- 昭和30年（1955年）
  - 3月30日 - 天津村・大国村・法勝寺村・上長田村・東長田村が合併して西伯町が発足。（4町14村）
  - 3月31日（5町12村）
    - 大幡村および幡郷村の一部（小野・小町・金廻・大殿・坂長・岩屋谷）が日野郡八郷村と合併して岸本町が発足。
    - 幡郷村の残部（諸木）が手間村に編入。

  - 4月25日 - 手間村・賀野村が合併して会見町が発足。（6町10村）
  - 9月1日（7町6村）
    - 所子村および高麗村の一部（稲光・上万・平田・保田・安原・富岡・妻木・荘田・長田）が合併して大山町が発足。
    - 淀江町・大和村・宇田川村および高麗村の残部（今津）が合併し、改めて淀江町が発足。

  - 11月3日 - 大山町・大山村が合併し、改めて大山町が発足。（7町5村）
- 昭和31年（1956年）
  - 4月1日 - 境港町が市制施行して境港市となり、郡より離脱。（6町5村）
  - 7月10日 - 春日村が米子市に編入。（6町4村）
- 昭和32年（1957年）
  - 1月1日 - 県村・大高村が合併して伯仙町が発足。（7町2村）
  - 3月31日 - 逢坂村が東伯郡中山村と合併して中山町が発足。（8町1村）
- 昭和43年（1968年）4月1日 - 伯仙町が米子市に編入。（7町1村）
- 平成16年（2004年）10月1日 - 西伯町・会見町が合併して南部町が発足。（6町1村）
- 平成17年（2005年）
  - 1月1日 - 岸本町が日野郡溝口町と合併して伯耆町が発足。
  - 3月28日 - 大山町・名和町・中山町が合併し、改めて大山町が発足。（4町1村）
  - 3月31日 - 淀江町が米子市と合併し、改めて米子市が発足、郡より離脱。（3町1村）

### 変遷表
| 旧 郡    | 明治以前         | 明治以前         | 明治初年 - 明治8年     | 明治9年 - 明治22年     | 明治22年 10月1日 町村制施行 | 明治22年 - 明治29年 | 所 属 郡 | 明治29年 4月1日 西伯郡発足 | 明治29年 - 大正15年           | 昭和元年 - 昭和25年          | 昭和26年 - 昭和30年          | 昭和26年 - 昭和30年    | 昭和26年 - 昭和30年    | 昭和31年 - 昭和40年          | 昭和41年 - 昭和64年                                               | 平成元年 - 現在        | 現在     |
| -------- | ---------------- | ---------------- | ---------------------- | ---------------------- | --------------------------- | ------------------- | -------- | -------------------------- | ----------------------------- | ---------------------------- | ---------------------------- | ---------------------- | ---------------------- | ---------------------------- | ----------------------------------------------------------------- | ---------------------- | -------- |
| 日 野 郡 | 栃原村           | 栃原村           | 栃原村                 | 栃原村                 | 米原村 の一部               | 米原村の一部        | 日 野 郡 | 米原村 の一部              | 大正7年4月1日 日光村の大部分  | 日光村の大部分               | 昭和29年4月1日 溝口町        | 昭和29年4月1日 溝口町  | 昭和29年4月1日 溝口町  | 溝口町                       | 昭和59年5月1日 改称 溝口町 （みぞぐちちょう） →（みぞくちちょう） | 平成17年1月1日 伯耆町  | 伯耆町   |
| 日 野 郡 | 大滝村           | 大滝村           | 大滝村                 | 大滝村                 | 米原村 の一部               | 米原村の一部        | 日 野 郡 | 米原村 の一部              | 大正7年4月1日 日光村の大部分  | 日光村の大部分               | 昭和29年4月1日 溝口町        | 昭和29年4月1日 溝口町  | 昭和29年4月1日 溝口町  | 溝口町                       | 昭和59年5月1日 改称 溝口町 （みぞぐちちょう） →（みぞくちちょう） | 平成17年1月1日 伯耆町  | 伯耆町   |
| 日 野 郡 | 大坂村           | 大坂村           | 大坂村                 | 大坂村                 | 金沢村                      | 金沢村              | 日 野 郡 | 金沢村                     | 大正7年4月1日 日光村の大部分  | 日光村の大部分               | 昭和29年4月1日 溝口町        | 昭和29年4月1日 溝口町  | 昭和29年4月1日 溝口町  | 溝口町                       | 昭和59年5月1日 改称 溝口町 （みぞぐちちょう） →（みぞくちちょう） | 平成17年1月1日 伯耆町  | 伯耆町   |
| 日 野 郡 | 富江村           | 富江村           | 富江村                 | 富江村                 | 金沢村                      | 金沢村              | 日 野 郡 | 金沢村                     | 大正7年4月1日 日光村の大部分  | 日光村の大部分               | 昭和29年4月1日 溝口町        | 昭和29年4月1日 溝口町  | 昭和29年4月1日 溝口町  | 溝口町                       | 昭和59年5月1日 改称 溝口町 （みぞぐちちょう） →（みぞくちちょう） | 平成17年1月1日 伯耆町  | 伯耆町   |
| 日 野 郡 | 添谷村           | 添谷村           | 添谷村                 | 添谷村                 | 金沢村                      | 金沢村              | 日 野 郡 | 金沢村                     | 大正7年4月1日 日光村の大部分  | 日光村の大部分               | 昭和29年4月1日 溝口町        | 昭和29年4月1日 溝口町  | 昭和29年4月1日 溝口町  | 溝口町                       | 昭和59年5月1日 改称 溝口町 （みぞぐちちょう） →（みぞくちちょう） | 平成17年1月1日 伯耆町  | 伯耆町   |
| 日 野 郡 | 大内村           | 大内村           | 大内村                 | 大内村                 | 金沢村                      | 金沢村              | 日 野 郡 | 金沢村                     | 大正7年4月1日 日光村の大部分  | 日光村の大部分               | 昭和29年4月1日 溝口町        | 昭和29年4月1日 溝口町  | 昭和29年4月1日 溝口町  | 溝口町                       | 昭和59年5月1日 改称 溝口町 （みぞぐちちょう） →（みぞくちちょう） | 平成17年1月1日 伯耆町  | 伯耆町   |
| 日 野 郡 | 末鎌村           | 末鎌村           | 末鎌村                 | 明治10年 福兼村        | 金沢村                      | 金沢村              | 日 野 郡 | 金沢村                     | 大正7年4月1日 日光村の大部分  | 日光村の大部分               | 昭和29年4月1日 溝口町        | 昭和29年4月1日 溝口町  | 昭和29年4月1日 溝口町  | 溝口町                       | 昭和59年5月1日 改称 溝口町 （みぞぐちちょう） →（みぞくちちょう） | 平成17年1月1日 伯耆町  | 伯耆町   |
| 日 野 郡 | 福永村           | 福永村           | 福永村                 | 明治10年 福兼村        | 金沢村                      | 金沢村              | 日 野 郡 | 金沢村                     | 大正7年4月1日 日光村の大部分  | 日光村の大部分               | 昭和29年4月1日 溝口町        | 昭和29年4月1日 溝口町  | 昭和29年4月1日 溝口町  | 溝口町                       | 昭和59年5月1日 改称 溝口町 （みぞぐちちょう） →（みぞくちちょう） | 平成17年1月1日 伯耆町  | 伯耆町   |
| 日 野 郡 | 溝口宿           | 溝口宿           | 溝口宿                 | 溝口宿                 | 溝口村                      | 溝口村              | 日 野 郡 | 溝口村                     | 大正3年2月1日 溝口村          | 昭和6年10月1日 溝口町        | 昭和29年4月1日 溝口町        | 昭和29年4月1日 溝口町  | 昭和29年4月1日 溝口町  | 溝口町                       | 昭和59年5月1日 改称 溝口町 （みぞぐちちょう） →（みぞくちちょう） | 平成17年1月1日 伯耆町  | 伯耆町   |
| 日 野 郡 | 大倉村           | 大倉村           | 大倉村                 | 大倉村                 | 溝口村                      | 溝口村              | 日 野 郡 | 溝口村                     | 大正3年2月1日 溝口村          | 昭和6年10月1日 溝口町        | 昭和29年4月1日 溝口町        | 昭和29年4月1日 溝口町  | 昭和29年4月1日 溝口町  | 溝口町                       | 昭和59年5月1日 改称 溝口町 （みぞぐちちょう） →（みぞくちちょう） | 平成17年1月1日 伯耆町  | 伯耆町   |
| 日 野 郡 | 長山村           | 長山村           | 長山村                 | 長山村                 | 溝口村                      | 溝口村              | 日 野 郡 | 溝口村                     | 大正3年2月1日 溝口村          | 昭和6年10月1日 溝口町        | 昭和29年4月1日 溝口町        | 昭和29年4月1日 溝口町  | 昭和29年4月1日 溝口町  | 溝口町                       | 昭和59年5月1日 改称 溝口町 （みぞぐちちょう） →（みぞくちちょう） | 平成17年1月1日 伯耆町  | 伯耆町   |
| 日 野 郡 | 大江村           | 大江村           | 大江村                 | 大江村                 | 溝口村                      | 溝口村              | 日 野 郡 | 溝口村                     | 大正3年2月1日 溝口村          | 昭和6年10月1日 溝口町        | 昭和29年4月1日 溝口町        | 昭和29年4月1日 溝口町  | 昭和29年4月1日 溝口町  | 溝口町                       | 昭和59年5月1日 改称 溝口町 （みぞぐちちょう） →（みぞくちちょう） | 平成17年1月1日 伯耆町  | 伯耆町   |
| 日 野 郡 | 谷川村           | 谷川村           | 谷川村                 | 谷川村                 | 溝口村                      | 溝口村              | 日 野 郡 | 溝口村                     | 大正3年2月1日 溝口村          | 昭和6年10月1日 溝口町        | 昭和29年4月1日 溝口町        | 昭和29年4月1日 溝口町  | 昭和29年4月1日 溝口町  | 溝口町                       | 昭和59年5月1日 改称 溝口町 （みぞぐちちょう） →（みぞくちちょう） | 平成17年1月1日 伯耆町  | 伯耆町   |
| 日 野 郡 | 宮原村           | 宮原村           | 宮原村                 | 宮原村                 | 溝口村                      | 溝口村              | 日 野 郡 | 溝口村                     | 大正3年2月1日 溝口村          | 昭和6年10月1日 溝口町        | 昭和29年4月1日 溝口町        | 昭和29年4月1日 溝口町  | 昭和29年4月1日 溝口町  | 溝口町                       | 昭和59年5月1日 改称 溝口町 （みぞぐちちょう） →（みぞくちちょう） | 平成17年1月1日 伯耆町  | 伯耆町   |
| 日 野 郡 | 無坂村           | 無坂村           | 無坂村                 | 明治10年 上野村        | 溝口村                      | 溝口村              | 日 野 郡 | 溝口村                     | 大正3年2月1日 溝口村          | 昭和6年10月1日 溝口町        | 昭和29年4月1日 溝口町        | 昭和29年4月1日 溝口町  | 昭和29年4月1日 溝口町  | 溝口町                       | 昭和59年5月1日 改称 溝口町 （みぞぐちちょう） →（みぞくちちょう） | 平成17年1月1日 伯耆町  | 伯耆町   |
| 日 野 郡 | 立岩村           | 立岩村           | 立岩村                 | 明治10年 上野村        | 溝口村                      | 溝口村              | 日 野 郡 | 溝口村                     | 大正3年2月1日 溝口村          | 昭和6年10月1日 溝口町        | 昭和29年4月1日 溝口町        | 昭和29年4月1日 溝口町  | 昭和29年4月1日 溝口町  | 溝口町                       | 昭和59年5月1日 改称 溝口町 （みぞぐちちょう） →（みぞくちちょう） | 平成17年1月1日 伯耆町  | 伯耆町   |
| 日 野 郡 | 塚原村           | 塚原村           | 塚原村                 | 明治10年 上野村        | 溝口村                      | 溝口村              | 日 野 郡 | 溝口村                     | 大正3年2月1日 溝口村          | 昭和6年10月1日 溝口町        | 昭和29年4月1日 溝口町        | 昭和29年4月1日 溝口町  | 昭和29年4月1日 溝口町  | 溝口町                       | 昭和59年5月1日 改称 溝口町 （みぞぐちちょう） →（みぞくちちょう） | 平成17年1月1日 伯耆町  | 伯耆町   |
| 日 野 郡 | 白水村           | 白水村           | 白水村                 | 白水村                 | 栄村                        | 栄村                | 日 野 郡 | 栄村                       | 大正3年2月1日 溝口村          | 昭和6年10月1日 溝口町        | 昭和29年4月1日 溝口町        | 昭和29年4月1日 溝口町  | 昭和29年4月1日 溝口町  | 溝口町                       | 昭和59年5月1日 改称 溝口町 （みぞぐちちょう） →（みぞくちちょう） | 平成17年1月1日 伯耆町  | 伯耆町   |
| 日 野 郡 | 根雨原村         | 根雨原村         | 根雨原村               | 根雨原村               | 栄村                        | 栄村                | 日 野 郡 | 栄村                       | 大正3年2月1日 溝口村          | 昭和6年10月1日 溝口町        | 昭和29年4月1日 溝口町        | 昭和29年4月1日 溝口町  | 昭和29年4月1日 溝口町  | 溝口町                       | 昭和59年5月1日 改称 溝口町 （みぞぐちちょう） →（みぞくちちょう） | 平成17年1月1日 伯耆町  | 伯耆町   |
| 日 野 郡 | 岩立村           | 岩立村           | 岩立村                 | 岩立村                 | 金岩村                      | 金岩村              | 日 野 郡 | 金岩村                     | 大正3年2月1日 溝口村          | 昭和6年10月1日 溝口町        | 昭和29年4月1日 溝口町        | 昭和29年4月1日 溝口町  | 昭和29年4月1日 溝口町  | 溝口町                       | 昭和59年5月1日 改称 溝口町 （みぞぐちちょう） →（みぞくちちょう） | 平成17年1月1日 伯耆町  | 伯耆町   |
| 日 野 郡 | 金屋谷村         | 金屋谷村         | 金屋谷村               | 金屋谷村               | 金岩村                      | 金岩村              | 日 野 郡 | 金岩村                     | 大正3年2月1日 溝口村          | 昭和6年10月1日 溝口町        | 昭和29年4月1日 溝口町        | 昭和29年4月1日 溝口町  | 昭和29年4月1日 溝口町  | 溝口町                       | 昭和59年5月1日 改称 溝口町 （みぞぐちちょう） →（みぞくちちょう） | 平成17年1月1日 伯耆町  | 伯耆町   |
| 日 野 郡 | 父原村           | 父原村           | 父原村                 | 父原村                 | 旭村                        | 旭村                | 日 野 郡 | 旭村                       | 旭村                          | 昭和6年10月1日 溝口町        | 昭和29年4月1日 溝口町        | 昭和29年4月1日 溝口町  | 昭和29年4月1日 溝口町  | 溝口町                       | 昭和59年5月1日 改称 溝口町 （みぞぐちちょう） →（みぞくちちょう） | 平成17年1月1日 伯耆町  | 伯耆町   |
| 日 野 郡 | 荘村             | 荘村             | 荘村                   | 荘村                   | 旭村                        | 旭村                | 日 野 郡 | 旭村                       | 旭村                          | 昭和6年10月1日 溝口町        | 昭和29年4月1日 溝口町        | 昭和29年4月1日 溝口町  | 昭和29年4月1日 溝口町  | 溝口町                       | 昭和59年5月1日 改称 溝口町 （みぞぐちちょう） →（みぞくちちょう） | 平成17年1月1日 伯耆町  | 伯耆町   |
| 日 野 郡 | 中祖村           | 中祖村           | 中祖村                 | 中祖村                 | 旭村                        | 旭村                | 日 野 郡 | 旭村                       | 旭村                          | 昭和6年10月1日 溝口町        | 昭和29年4月1日 溝口町        | 昭和29年4月1日 溝口町  | 昭和29年4月1日 溝口町  | 溝口町                       | 昭和59年5月1日 改称 溝口町 （みぞぐちちょう） →（みぞくちちょう） | 平成17年1月1日 伯耆町  | 伯耆町   |
| 日 野 郡 | 宇代村           | 宇代村           | 宇代村                 | 宇代村                 | 旭村                        | 旭村                | 日 野 郡 | 旭村                       | 旭村                          | 昭和6年10月1日 溝口町        | 昭和29年4月1日 溝口町        | 昭和29年4月1日 溝口町  | 昭和29年4月1日 溝口町  | 溝口町                       | 昭和59年5月1日 改称 溝口町 （みぞぐちちょう） →（みぞくちちょう） | 平成17年1月1日 伯耆町  | 伯耆町   |
| 日 野 郡 | 古市村           | 古市村           | 古市村                 | 古市村                 | 旭村                        | 旭村                | 日 野 郡 | 旭村                       | 旭村                          | 昭和6年10月1日 溝口町        | 昭和29年4月1日 溝口町        | 昭和29年4月1日 溝口町  | 昭和29年4月1日 溝口町  | 溝口町                       | 昭和59年5月1日 改称 溝口町 （みぞぐちちょう） →（みぞくちちょう） | 平成17年1月1日 伯耆町  | 伯耆町   |
| 日 野 郡 | 二部宿           | 二部宿           | 二部宿                 | 二部宿                 | 二部村                      | 二部村              | 日 野 郡 | 二部村                     | 大正10年12月1日 二部村        | 二部村                       | 昭和29年4月1日 溝口町        | 昭和29年4月1日 溝口町  | 昭和29年4月1日 溝口町  | 溝口町                       | 昭和59年5月1日 改称 溝口町 （みぞぐちちょう） →（みぞくちちょう） | 平成17年1月1日 伯耆町  | 伯耆町   |
| 日 野 郡 | 畑中村           | 畑中村           | 畑中村                 | 明治11年 畑池村        | 二部村                      | 二部村              | 日 野 郡 | 二部村                     | 大正10年12月1日 二部村        | 二部村                       | 昭和29年4月1日 溝口町        | 昭和29年4月1日 溝口町  | 昭和29年4月1日 溝口町  | 溝口町                       | 昭和59年5月1日 改称 溝口町 （みぞぐちちょう） →（みぞくちちょう） | 平成17年1月1日 伯耆町  | 伯耆町   |
| 日 野 郡 | 池田村           | 池田村           | 池田村                 | 明治11年 畑池村        | 二部村                      | 二部村              | 日 野 郡 | 二部村                     | 大正10年12月1日 二部村        | 二部村                       | 昭和29年4月1日 溝口町        | 昭和29年4月1日 溝口町  | 昭和29年4月1日 溝口町  | 溝口町                       | 昭和59年5月1日 改称 溝口町 （みぞぐちちょう） →（みぞくちちょう） | 平成17年1月1日 伯耆町  | 伯耆町   |
| 日 野 郡 | 郷原村           | 郷原村           | 郷原村                 | 明治11年 福岡村        | 二部村                      | 二部村              | 日 野 郡 | 二部村                     | 大正10年12月1日 二部村        | 二部村                       | 昭和29年4月1日 溝口町        | 昭和29年4月1日 溝口町  | 昭和29年4月1日 溝口町  | 溝口町                       | 昭和59年5月1日 改称 溝口町 （みぞぐちちょう） →（みぞくちちょう） | 平成17年1月1日 伯耆町  | 伯耆町   |
| 日 野 郡 | 下代村           | 下代村           | 下代村                 | 明治11年 福岡村        | 二部村                      | 二部村              | 日 野 郡 | 二部村                     | 大正10年12月1日 二部村        | 二部村                       | 昭和29年4月1日 溝口町        | 昭和29年4月1日 溝口町  | 昭和29年4月1日 溝口町  | 溝口町                       | 昭和59年5月1日 改称 溝口町 （みぞぐちちょう） →（みぞくちちょう） | 平成17年1月1日 伯耆町  | 伯耆町   |
| 日 野 郡 | 上代村           | 上代村           | 上代村                 | 明治11年 福岡村        | 二部村                      | 二部村              | 日 野 郡 | 二部村                     | 大正10年12月1日 二部村        | 二部村                       | 昭和29年4月1日 溝口町        | 昭和29年4月1日 溝口町  | 昭和29年4月1日 溝口町  | 溝口町                       | 昭和59年5月1日 改称 溝口町 （みぞぐちちょう） →（みぞくちちょう） | 平成17年1月1日 伯耆町  | 伯耆町   |
| 日 野 郡 | 藤屋村           | 藤屋村           | 藤屋村                 | 明治10年 福居村        | 野上村                      | 野上村              | 日 野 郡 | 野上村                     | 大正10年12月1日 二部村        | 二部村                       | 昭和29年4月1日 溝口町        | 昭和29年4月1日 溝口町  | 昭和29年4月1日 溝口町  | 溝口町                       | 昭和59年5月1日 改称 溝口町 （みぞぐちちょう） →（みぞくちちょう） | 平成17年1月1日 伯耆町  | 伯耆町   |
| 日 野 郡 | 須鎌村           | 須鎌村           | 須鎌村                 | 明治10年 福居村        | 野上村                      | 野上村              | 日 野 郡 | 野上村                     | 大正10年12月1日 二部村        | 二部村                       | 昭和29年4月1日 溝口町        | 昭和29年4月1日 溝口町  | 昭和29年4月1日 溝口町  | 溝口町                       | 昭和59年5月1日 改称 溝口町 （みぞぐちちょう） →（みぞくちちょう） | 平成17年1月1日 伯耆町  | 伯耆町   |
| 日 野 郡 | 上名村           | 上名村           | 上名村                 | 明治10年 福居村        | 野上村                      | 野上村              | 日 野 郡 | 野上村                     | 大正10年12月1日 二部村        | 二部村                       | 昭和29年4月1日 溝口町        | 昭和29年4月1日 溝口町  | 昭和29年4月1日 溝口町  | 溝口町                       | 昭和59年5月1日 改称 溝口町 （みぞぐちちょう） →（みぞくちちょう） | 平成17年1月1日 伯耆町  | 伯耆町   |
| 日 野 郡 | 三部村           | 三部村           | 三部村                 | 三部村                 | 野上村                      | 野上村              | 日 野 郡 | 野上村                     | 大正10年12月1日 二部村        | 二部村                       | 昭和29年4月1日 溝口町        | 昭和29年4月1日 溝口町  | 昭和29年4月1日 溝口町  | 溝口町                       | 昭和59年5月1日 改称 溝口町 （みぞぐちちょう） →（みぞくちちょう） | 平成17年1月1日 伯耆町  | 伯耆町   |
| 日 野 郡 | 福吉村           | 福吉村           | 福吉村                 | 福吉村                 | 野上村                      | 野上村              | 日 野 郡 | 野上村                     | 大正10年12月1日 二部村        | 二部村                       | 昭和29年4月1日 溝口町        | 昭和29年4月1日 溝口町  | 昭和29年4月1日 溝口町  | 溝口町                       | 昭和59年5月1日 改称 溝口町 （みぞぐちちょう） →（みぞくちちょう） | 平成17年1月1日 伯耆町  | 伯耆町   |
| 日 野 郡 | 福島村           | 福島村           | 福島村                 | 福島村                 | 野上村                      | 野上村              | 日 野 郡 | 野上村                     | 大正10年12月1日 二部村        | 二部村                       | 昭和29年4月1日 溝口町        | 昭和29年4月1日 溝口町  | 昭和29年4月1日 溝口町  | 溝口町                       | 昭和59年5月1日 改称 溝口町 （みぞぐちちょう） →（みぞくちちょう） | 平成17年1月1日 伯耆町  | 伯耆町   |
| 日 野 郡 | 船越村           | 船越村           | 船越村                 | 船越村                 | 野上村                      | 野上村              | 日 野 郡 | 野上村                     | 大正10年12月1日 二部村        | 二部村                       | 昭和29年4月1日 溝口町        | 昭和29年4月1日 溝口町  | 昭和29年4月1日 溝口町  | 溝口町                       | 昭和59年5月1日 改称 溝口町 （みぞぐちちょう） →（みぞくちちょう） | 平成17年1月1日 伯耆町  | 伯耆町   |
| 日 野 郡 | 焼杉村           | 焼杉村           | 焼杉村                 | 焼杉村                 | 野上村                      | 野上村              | 日 野 郡 | 野上村                     | 大正10年12月1日 二部村        | 二部村                       | 昭和29年4月1日 溝口町        | 昭和29年4月1日 溝口町  | 昭和29年4月1日 溝口町  | 溝口町                       | 昭和59年5月1日 改称 溝口町 （みぞぐちちょう） →（みぞくちちょう） | 平成17年1月1日 伯耆町  | 伯耆町   |
| 日 野 郡 | 丸山村           | 丸山村           | 丸山村                 | 丸山村                 | 吉寿村                      | 吉寿村              | 日 野 郡 | 吉寿村                     | 明治45年1月1日 八郷村         | 八郷村                       | 昭和30年3月31日 岸本町       | 昭和30年3月31日 岸本町 | 昭和30年3月31日 岸本町 | 岸本町                       | 岸本町                                                            | 平成17年1月1日 伯耆町  | 伯耆町   |
| 日 野 郡 | 小林村           | 小林村           | 小林村                 | 小林村                 | 吉寿村                      | 吉寿村              | 日 野 郡 | 吉寿村                     | 明治45年1月1日 八郷村         | 八郷村                       | 昭和30年3月31日 岸本町       | 昭和30年3月31日 岸本町 | 昭和30年3月31日 岸本町 | 岸本町                       | 岸本町                                                            | 平成17年1月1日 伯耆町  | 伯耆町   |
| 日 野 郡 | 大原村           | 大原村           | 大原村                 | 大原村                 | 吉寿村                      | 吉寿村              | 日 野 郡 | 吉寿村                     | 明治45年1月1日 八郷村         | 八郷村                       | 昭和30年3月31日 岸本町       | 昭和30年3月31日 岸本町 | 昭和30年3月31日 岸本町 | 岸本町                       | 岸本町                                                            | 平成17年1月1日 伯耆町  | 伯耆町   |
| 日 野 郡 | 真野村           | 真野村           | 真野村                 | 真野村                 | 吉寿村                      | 吉寿村              | 日 野 郡 | 吉寿村                     | 明治45年1月1日 八郷村         | 八郷村                       | 昭和30年3月31日 岸本町       | 昭和30年3月31日 岸本町 | 昭和30年3月31日 岸本町 | 岸本町                       | 岸本町                                                            | 平成17年1月1日 伯耆町  | 伯耆町   |
| 日 野 郡 | 須村             | 須村             | 須村                   | 須村                   | 吉寿村                      | 吉寿村              | 日 野 郡 | 吉寿村                     | 明治45年1月1日 八郷村         | 八郷村                       | 昭和30年3月31日 岸本町       | 昭和30年3月31日 岸本町 | 昭和30年3月31日 岸本町 | 岸本町                       | 岸本町                                                            | 平成17年1月1日 伯耆町  | 伯耆町   |
| 日 野 郡 | 番原村           | 番原村           | 番原村                 | 番原村                 | 日吉村                      | 日吉村              | 日 野 郡 | 日吉村                     | 明治45年1月1日 八郷村         | 八郷村                       | 昭和30年3月31日 岸本町       | 昭和30年3月31日 岸本町 | 昭和30年3月31日 岸本町 | 岸本町                       | 岸本町                                                            | 平成17年1月1日 伯耆町  | 伯耆町   |
| 日 野 郡 | 久古村           | 久古村           | 久古村                 | 久古村                 | 日吉村                      | 日吉村              | 日 野 郡 | 日吉村                     | 明治45年1月1日 八郷村         | 八郷村                       | 昭和30年3月31日 岸本町       | 昭和30年3月31日 岸本町 | 昭和30年3月31日 岸本町 | 岸本町                       | 岸本町                                                            | 平成17年1月1日 伯耆町  | 伯耆町   |
| 日 野 郡 | 清山村           | 清山村           | 清山村                 | 明治10年 清原村        | 日吉村                      | 日吉村              | 日 野 郡 | 日吉村                     | 明治45年1月1日 八郷村         | 八郷村                       | 昭和30年3月31日 岸本町       | 昭和30年3月31日 岸本町 | 昭和30年3月31日 岸本町 | 岸本町                       | 岸本町                                                            | 平成17年1月1日 伯耆町  | 伯耆町   |
| 日 野 郡 | 原村             | 原村             | 原村                   | 明治10年 清原村        | 日吉村                      | 日吉村              | 日 野 郡 | 日吉村                     | 明治45年1月1日 八郷村         | 八郷村                       | 昭和30年3月31日 岸本町       | 昭和30年3月31日 岸本町 | 昭和30年3月31日 岸本町 | 岸本町                       | 岸本町                                                            | 平成17年1月1日 伯耆町  | 伯耆町   |
| 日 野 郡 | 別所村           | 別所村           | 別所村                 | 明治10年 改称 口別所村 | 日吉村                      | 日吉村              | 日 野 郡 | 日吉村                     | 明治45年1月1日 八郷村         | 八郷村                       | 昭和30年3月31日 岸本町       | 昭和30年3月31日 岸本町 | 昭和30年3月31日 岸本町 | 岸本町                       | 岸本町                                                            | 平成17年1月1日 伯耆町  | 伯耆町   |
| 会 見 郡 | 福岡村           | 福岡村           | 福岡村                 | 福岡村                 | 日吉村                      | 日吉村              | 日 野 郡 | 日吉村                     | 明治45年1月1日 八郷村         | 八郷村                       | 昭和30年3月31日 岸本町       | 昭和30年3月31日 岸本町 | 昭和30年3月31日 岸本町 | 岸本町                       | 岸本町                                                            | 平成17年1月1日 伯耆町  | 伯耆町   |
| 会 見 郡 | 上細見村         | 上細見村         | 上細見村               | 上細見村               | 大幡村                      | 大幡村              | 西 伯 郡 | 大幡村                     | 大幡村                        | 大幡村                       | 昭和30年3月31日 岸本町       | 昭和30年3月31日 岸本町 | 昭和30年3月31日 岸本町 | 岸本町                       | 岸本町                                                            | 平成17年1月1日 伯耆町  | 伯耆町   |
| 会 見 郡 | 立岩村           | 立岩村           | 立岩村                 | 立岩村                 | 大幡村                      | 大幡村              | 西 伯 郡 | 大幡村                     | 大幡村                        | 大幡村                       | 昭和30年3月31日 岸本町       | 昭和30年3月31日 岸本町 | 昭和30年3月31日 岸本町 | 岸本町                       | 岸本町                                                            | 平成17年1月1日 伯耆町  | 伯耆町   |
| 会 見 郡 | 吉定村           | 吉定村           | 吉定村                 | 吉定村                 | 大幡村                      | 大幡村              | 西 伯 郡 | 大幡村                     | 大幡村                        | 大幡村                       | 昭和30年3月31日 岸本町       | 昭和30年3月31日 岸本町 | 昭和30年3月31日 岸本町 | 岸本町                       | 岸本町                                                            | 平成17年1月1日 伯耆町  | 伯耆町   |
| 会 見 郡 | 岸本村           | 岸本村           | 岸本村                 | 岸本村                 | 大幡村                      | 大幡村              | 西 伯 郡 | 大幡村                     | 大幡村                        | 大幡村                       | 昭和30年3月31日 岸本町       | 昭和30年3月31日 岸本町 | 昭和30年3月31日 岸本町 | 岸本町                       | 岸本町                                                            | 平成17年1月1日 伯耆町  | 伯耆町   |
| 会 見 郡 | 押口村           | 押口村           | 押口村                 | 押口村                 | 大幡村                      | 大幡村              | 西 伯 郡 | 大幡村                     | 大幡村                        | 大幡村                       | 昭和30年3月31日 岸本町       | 昭和30年3月31日 岸本町 | 昭和30年3月31日 岸本町 | 岸本町                       | 岸本町                                                            | 平成17年1月1日 伯耆町  | 伯耆町   |
| 会 見 郡 | 吉長村           | 吉長村           | 吉長村                 | 吉長村                 | 大幡村                      | 大幡村              | 西 伯 郡 | 大幡村                     | 大幡村                        | 大幡村                       | 昭和30年3月31日 岸本町       | 昭和30年3月31日 岸本町 | 昭和30年3月31日 岸本町 | 岸本町                       | 岸本町                                                            | 平成17年1月1日 伯耆町  | 伯耆町   |
| 会 見 郡 | 遠藤村           | 遠藤村           | 遠藤村                 | 遠藤村                 | 大幡村                      | 大幡村              | 西 伯 郡 | 大幡村                     | 大幡村                        | 大幡村                       | 昭和30年3月31日 岸本町       | 昭和30年3月31日 岸本町 | 昭和30年3月31日 岸本町 | 岸本町                       | 岸本町                                                            | 平成17年1月1日 伯耆町  | 伯耆町   |
| 会 見 郡 | 殿河内村         | 殿河内村         | 殿河内村               | 明治10年 大殿村        | 幡郷村                      | 幡郷村              | 西 伯 郡 | 幡郷村                     | 幡郷村                        | 幡郷村                       | 昭和30年3月31日 岸本町       | 昭和30年3月31日 岸本町 | 昭和30年3月31日 岸本町 | 岸本町                       | 岸本町                                                            | 平成17年1月1日 伯耆町  | 伯耆町   |
| 会 見 郡 | 大寺村           | 大寺村           | 大寺村                 | 明治10年 大殿村        | 幡郷村                      | 幡郷村              | 西 伯 郡 | 幡郷村                     | 幡郷村                        | 幡郷村                       | 昭和30年3月31日 岸本町       | 昭和30年3月31日 岸本町 | 昭和30年3月31日 岸本町 | 岸本町                       | 岸本町                                                            | 平成17年1月1日 伯耆町  | 伯耆町   |
| 会 見 郡 | 坂中村           | 坂中村           | 坂中村                 | 明治11年 坂長村        | 幡郷村                      | 幡郷村              | 西 伯 郡 | 幡郷村                     | 幡郷村                        | 幡郷村                       | 昭和30年3月31日 岸本町       | 昭和30年3月31日 岸本町 | 昭和30年3月31日 岸本町 | 岸本町                       | 岸本町                                                            | 平成17年1月1日 伯耆町  | 伯耆町   |
| 会 見 郡 | 長者原村         | 長者原村         | 長者原村               | 明治11年 坂長村        | 幡郷村                      | 幡郷村              | 西 伯 郡 | 幡郷村                     | 幡郷村                        | 幡郷村                       | 昭和30年3月31日 岸本町       | 昭和30年3月31日 岸本町 | 昭和30年3月31日 岸本町 | 岸本町                       | 岸本町                                                            | 平成17年1月1日 伯耆町  | 伯耆町   |
| 会 見 郡 | 岩屋谷村         | 岩屋谷村         | 岩屋谷村               | 岩屋谷村               | 幡郷村                      | 幡郷村              | 西 伯 郡 | 幡郷村                     | 幡郷村                        | 幡郷村                       | 昭和30年3月31日 岸本町       | 昭和30年3月31日 岸本町 | 昭和30年3月31日 岸本町 | 岸本町                       | 岸本町                                                            | 平成17年1月1日 伯耆町  | 伯耆町   |
| 会 見 郡 | 小野村           | 小野村           | 小野村                 | 小野村                 | 幡郷村                      | 幡郷村              | 西 伯 郡 | 幡郷村                     | 幡郷村                        | 幡郷村                       | 昭和30年3月31日 岸本町       | 昭和30年3月31日 岸本町 | 昭和30年3月31日 岸本町 | 岸本町                       | 岸本町                                                            | 平成17年1月1日 伯耆町  | 伯耆町   |
| 会 見 郡 | 金廻村           | 金廻村           | 金廻村                 | 金廻村                 | 幡郷村                      | 幡郷村              | 西 伯 郡 | 幡郷村                     | 幡郷村                        | 幡郷村                       | 昭和30年3月31日 岸本町       | 昭和30年3月31日 岸本町 | 昭和30年3月31日 岸本町 | 岸本町                       | 岸本町                                                            | 平成17年1月1日 伯耆町  | 伯耆町   |
| 会 見 郡 | 小町村           | 小町村           | 小町村                 | 小町村                 | 幡郷村                      | 幡郷村              | 西 伯 郡 | 幡郷村                     | 幡郷村                        | 幡郷村                       | 昭和30年3月31日 岸本町       | 昭和30年3月31日 岸本町 | 昭和30年3月31日 岸本町 | 岸本町                       | 岸本町                                                            | 平成17年1月1日 伯耆町  | 伯耆町   |
| 会 見 郡 | 諸木村           | 諸木村           | 諸木村                 | 諸木村                 | 幡郷村                      | 幡郷村              | 西 伯 郡 | 幡郷村                     | 幡郷村                        | 幡郷村                       | 昭和30年3月31日 手間村に編入 | 昭和30年4月25日 会見町 | 昭和30年4月25日 会見町 | 会見町                       | 会見町                                                            | 平成16年10月1日 南部町 | 南部町   |
| 会 見 郡 | 天万宿           | 天万宿           | 天万宿                 | 天万宿                 | 手間村                      | 手間村              | 西 伯 郡 | 手間村                     | 手間村                        | 手間村                       | 手間村                       | 昭和30年4月25日 会見町 | 昭和30年4月25日 会見町 | 会見町                       | 会見町                                                            | 平成16年10月1日 南部町 | 南部町   |
| 会 見 郡 | 寺内村           | 寺内村           | 寺内村                 | 寺内村                 | 手間村                      | 手間村              | 西 伯 郡 | 手間村                     | 手間村                        | 手間村                       | 手間村                       | 昭和30年4月25日 会見町 | 昭和30年4月25日 会見町 | 会見町                       | 会見町                                                            | 平成16年10月1日 南部町 | 南部町   |
| 会 見 郡 | 三崎村           | 三崎村           | 三崎村                 | 三崎村                 | 手間村                      | 手間村              | 西 伯 郡 | 手間村                     | 手間村                        | 手間村                       | 手間村                       | 昭和30年4月25日 会見町 | 昭和30年4月25日 会見町 | 会見町                       | 会見町                                                            | 平成16年10月1日 南部町 | 南部町   |
| 会 見 郡 | 宮前村           | 宮前村           | 宮前村                 | 宮前村                 | 手間村                      | 手間村              | 西 伯 郡 | 手間村                     | 手間村                        | 手間村                       | 手間村                       | 昭和30年4月25日 会見町 | 昭和30年4月25日 会見町 | 会見町                       | 会見町                                                            | 平成16年10月1日 南部町 | 南部町   |
| 会 見 郡 | 住吉村           | 住吉村           | 住吉村                 | 明治10年 田住村        | 手間村                      | 手間村              | 西 伯 郡 | 手間村                     | 手間村                        | 手間村                       | 手間村                       | 昭和30年4月25日 会見町 | 昭和30年4月25日 会見町 | 会見町                       | 会見町                                                            | 平成16年10月1日 南部町 | 南部町   |
| 会 見 郡 | 石田村           | 石田村           | 石田村                 | 明治10年 田住村        | 手間村                      | 手間村              | 西 伯 郡 | 手間村                     | 手間村                        | 手間村                       | 手間村                       | 昭和30年4月25日 会見町 | 昭和30年4月25日 会見町 | 会見町                       | 会見町                                                            | 平成16年10月1日 南部町 | 南部町   |
| 会 見 郡 | 市場村           | 市場村           | 市場村                 | 明治10年 市山村        | 賀野村                      | 賀野村              | 西 伯 郡 | 賀野村                     | 賀野村                        | 賀野村                       | 賀野村                       | 昭和30年4月25日 会見町 | 昭和30年4月25日 会見町 | 会見町                       | 会見町                                                            | 平成16年10月1日 南部町 | 南部町   |
| 会 見 郡 | 山根村           | 山根村           | 山根村                 | 明治10年 市山村        | 賀野村                      | 賀野村              | 西 伯 郡 | 賀野村                     | 賀野村                        | 賀野村                       | 賀野村                       | 昭和30年4月25日 会見町 | 昭和30年4月25日 会見町 | 会見町                       | 会見町                                                            | 平成16年10月1日 南部町 | 南部町   |
| 会 見 郡 | 大谷村           | 大谷村           | 大谷村                 | 明治10年 改称 高姫村   | 賀野村                      | 賀野村              | 西 伯 郡 | 賀野村                     | 賀野村                        | 賀野村                       | 賀野村                       | 昭和30年4月25日 会見町 | 昭和30年4月25日 会見町 | 会見町                       | 会見町                                                            | 平成16年10月1日 南部町 | 南部町   |
| 会 見 郡 | 宮谷村           | 宮谷村           | 宮谷村                 | 明治10年 金田村        | 賀野村                      | 賀野村              | 西 伯 郡 | 賀野村                     | 賀野村                        | 賀野村                       | 賀野村                       | 昭和30年4月25日 会見町 | 昭和30年4月25日 会見町 | 会見町                       | 会見町                                                            | 平成16年10月1日 南部町 | 南部町   |
| 会 見 郡 | 小松村           | 小松村           | 小松村                 | 明治10年 金田村        | 賀野村                      | 賀野村              | 西 伯 郡 | 賀野村                     | 賀野村                        | 賀野村                       | 賀野村                       | 昭和30年4月25日 会見町 | 昭和30年4月25日 会見町 | 会見町                       | 会見町                                                            | 平成16年10月1日 南部町 | 南部町   |
| 会 見 郡 | 上野村           | 上野村           | 上野村                 | 明治10年 朝金村        | 賀野村                      | 賀野村              | 西 伯 郡 | 賀野村                     | 賀野村                        | 賀野村                       | 賀野村                       | 昭和30年4月25日 会見町 | 昭和30年4月25日 会見町 | 会見町                       | 会見町                                                            | 平成16年10月1日 南部町 | 南部町   |
| 会 見 郡 | 馬平村           | 馬平村           | 馬平村                 | 明治10年 朝金村        | 賀野村                      | 賀野村              | 西 伯 郡 | 賀野村                     | 賀野村                        | 賀野村                       | 賀野村                       | 昭和30年4月25日 会見町 | 昭和30年4月25日 会見町 | 会見町                       | 会見町                                                            | 平成16年10月1日 南部町 | 南部町   |
| 会 見 郡 | 坪屋村           | 坪屋村           | 坪屋村                 | 明治10年 朝金村        | 賀野村                      | 賀野村              | 西 伯 郡 | 賀野村                     | 賀野村                        | 賀野村                       | 賀野村                       | 昭和30年4月25日 会見町 | 昭和30年4月25日 会見町 | 会見町                       | 会見町                                                            | 平成16年10月1日 南部町 | 南部町   |
| 会 見 郡 | 縄平村           | 縄平村           | 縄平村                 | 明治10年 朝金村        | 賀野村                      | 賀野村              | 西 伯 郡 | 賀野村                     | 賀野村                        | 賀野村                       | 賀野村                       | 昭和30年4月25日 会見町 | 昭和30年4月25日 会見町 | 会見町                       | 会見町                                                            | 平成16年10月1日 南部町 | 南部町   |
| 会 見 郡 | 荻名村           | 荻名村           | 荻名村                 | 荻名村                 | 賀野村                      | 賀野村              | 西 伯 郡 | 賀野村                     | 賀野村                        | 賀野村                       | 賀野村                       | 昭和30年4月25日 会見町 | 昭和30年4月25日 会見町 | 会見町                       | 会見町                                                            | 平成16年10月1日 南部町 | 南部町   |
| 会 見 郡 | 浅井村           | 浅井村           | 浅井村                 | 浅井村                 | 賀野村                      | 賀野村              | 西 伯 郡 | 賀野村                     | 賀野村                        | 賀野村                       | 賀野村                       | 昭和30年4月25日 会見町 | 昭和30年4月25日 会見町 | 会見町                       | 会見町                                                            | 平成16年10月1日 南部町 | 南部町   |
| 会 見 郡 | 井上村           | 井上村           | 井上村                 | 井上村                 | 賀野村                      | 賀野村              | 西 伯 郡 | 賀野村                     | 賀野村                        | 賀野村                       | 賀野村                       | 昭和30年4月25日 会見町 | 昭和30年4月25日 会見町 | 会見町                       | 会見町                                                            | 平成16年10月1日 南部町 | 南部町   |
| 会 見 郡 | 御内谷村         | 御内谷村         | 御内谷村               | 御内谷村               | 賀野村                      | 賀野村              | 西 伯 郡 | 賀野村                     | 賀野村                        | 賀野村                       | 賀野村                       | 昭和30年4月25日 会見町 | 昭和30年4月25日 会見町 | 会見町                       | 会見町                                                            | 平成16年10月1日 南部町 | 南部町   |
| 会 見 郡 | 池野村           | 池野村           | 池野村                 | 池野村                 | 賀野村                      | 賀野村              | 西 伯 郡 | 賀野村                     | 賀野村                        | 賀野村                       | 賀野村                       | 昭和30年4月25日 会見町 | 昭和30年4月25日 会見町 | 会見町                       | 会見町                                                            | 平成16年10月1日 南部町 | 南部町   |
| 会 見 郡 | 鶴田村           | 鶴田村           | 鶴田村                 | 鶴田村                 | 賀野村                      | 賀野村              | 西 伯 郡 | 賀野村                     | 賀野村                        | 賀野村                       | 賀野村                       | 昭和30年4月25日 会見町 | 昭和30年4月25日 会見町 | 会見町                       | 会見町                                                            | 平成16年10月1日 南部町 | 南部町   |
| 会 見 郡 | 境村             | 境村             | 境村                   | 境村                   | 天津村                      | 天津村              | 西 伯 郡 | 天津村                     | 天津村                        | 天津村                       | 昭和30年3月30日 西伯町       | 昭和30年3月30日 西伯町 | 昭和30年3月30日 西伯町 | 西伯町                       | 西伯町                                                            | 平成16年10月1日 南部町 | 南部町   |
| 会 見 郡 | 清水川村         | 清水川村         | 清水川村               | 清水川村               | 天津村                      | 天津村              | 西 伯 郡 | 天津村                     | 天津村                        | 天津村                       | 昭和30年3月30日 西伯町       | 昭和30年3月30日 西伯町 | 昭和30年3月30日 西伯町 | 西伯町                       | 西伯町                                                            | 平成16年10月1日 南部町 | 南部町   |
| 会 見 郡 | 坂根村           | 坂根村           | 坂根村                 | 明治11年 福成村        | 天津村                      | 天津村              | 西 伯 郡 | 天津村                     | 天津村                        | 天津村                       | 昭和30年3月30日 西伯町       | 昭和30年3月30日 西伯町 | 昭和30年3月30日 西伯町 | 西伯町                       | 西伯町                                                            | 平成16年10月1日 南部町 | 南部町   |
| 会 見 郡 | 谷川村           | 谷川村           | 谷川村                 | 明治11年 福成村        | 天津村                      | 天津村              | 西 伯 郡 | 天津村                     | 天津村                        | 天津村                       | 昭和30年3月30日 西伯町       | 昭和30年3月30日 西伯町 | 昭和30年3月30日 西伯町 | 西伯町                       | 西伯町                                                            | 平成16年10月1日 南部町 | 南部町   |
| 会 見 郡 | 柏尾村           | 柏尾村           | 柏尾村                 | 明治11年 福成村        | 天津村                      | 天津村              | 西 伯 郡 | 天津村                     | 天津村                        | 天津村                       | 昭和30年3月30日 西伯町       | 昭和30年3月30日 西伯町 | 昭和30年3月30日 西伯町 | 西伯町                       | 西伯町                                                            | 平成16年10月1日 南部町 | 南部町   |
| 会 見 郡 | 阿賀村           | 阿賀村           | 阿賀村                 | 明治10年 阿賀村        | 天津村                      | 天津村              | 西 伯 郡 | 天津村                     | 天津村                        | 天津村                       | 昭和30年3月30日 西伯町       | 昭和30年3月30日 西伯町 | 昭和30年3月30日 西伯町 | 西伯町                       | 西伯町                                                            | 平成16年10月1日 南部町 | 南部町   |
| 会 見 郡 | 下阿賀村         | 下阿賀村         | 下阿賀村               | 明治10年 阿賀村        | 天津村                      | 天津村              | 西 伯 郡 | 天津村                     | 天津村                        | 天津村                       | 昭和30年3月30日 西伯町       | 昭和30年3月30日 西伯町 | 昭和30年3月30日 西伯町 | 西伯町                       | 西伯町                                                            | 平成16年10月1日 南部町 | 南部町   |
| 会 見 郡 | 新荘村           | 新荘村           | 新荘村                 | 明治10年 改称 倭村     | 大国村                      | 大国村              | 西 伯 郡 | 大国村                     | 大国村                        | 大国村                       | 昭和30年3月30日 西伯町       | 昭和30年3月30日 西伯町 | 昭和30年3月30日 西伯町 | 西伯町                       | 西伯町                                                            | 平成16年10月1日 南部町 | 南部町   |
| 会 見 郡 | 原村             | 原村             | 原村                   | 原村                   | 大国村                      | 大国村              | 西 伯 郡 | 大国村                     | 大国村                        | 大国村                       | 昭和30年3月30日 西伯町       | 昭和30年3月30日 西伯町 | 昭和30年3月30日 西伯町 | 西伯町                       | 西伯町                                                            | 平成16年10月1日 南部町 | 南部町   |
| 会 見 郡 | 北方村           | 北方村           | 北方村                 | 北方村                 | 大国村                      | 大国村              | 西 伯 郡 | 大国村                     | 大国村                        | 大国村                       | 昭和30年3月30日 西伯町       | 昭和30年3月30日 西伯町 | 昭和30年3月30日 西伯町 | 西伯町                       | 西伯町                                                            | 平成16年10月1日 南部町 | 南部町   |
| 会 見 郡 | 猪小路村         | 猪小路村         | 猪小路村               | 猪小路村               | 大国村                      | 大国村              | 西 伯 郡 | 大国村                     | 大国村                        | 大国村                       | 昭和30年3月30日 西伯町       | 昭和30年3月30日 西伯町 | 昭和30年3月30日 西伯町 | 西伯町                       | 西伯町                                                            | 平成16年10月1日 南部町 | 南部町   |
| 会 見 郡 | 与一谷村         | 与一谷村         | 与一谷村               | 与一谷村               | 大国村                      | 大国村              | 西 伯 郡 | 大国村                     | 大国村                        | 大国村                       | 昭和30年3月30日 西伯町       | 昭和30年3月30日 西伯町 | 昭和30年3月30日 西伯町 | 西伯町                       | 西伯町                                                            | 平成16年10月1日 南部町 | 南部町   |
| 会 見 郡 | 西村             | 西村             | 西村                   | 西村                   | 大国村                      | 大国村              | 西 伯 郡 | 大国村                     | 大国村                        | 大国村                       | 昭和30年3月30日 西伯町       | 昭和30年3月30日 西伯町 | 昭和30年3月30日 西伯町 | 西伯町                       | 西伯町                                                            | 平成16年10月1日 南部町 | 南部町   |
| 会 見 郡 | 絹屋村           | 絹屋村           | 絹屋村                 | 絹屋村                 | 大国村                      | 大国村              | 西 伯 郡 | 大国村                     | 大国村                        | 大国村                       | 昭和30年3月30日 西伯町       | 昭和30年3月30日 西伯町 | 昭和30年3月30日 西伯町 | 西伯町                       | 西伯町                                                            | 平成16年10月1日 南部町 | 南部町   |
| 会 見 郡 | 鍋倉村           | 鍋倉村           | 鍋倉村                 | 鍋倉村                 | 大国村                      | 大国村              | 西 伯 郡 | 大国村                     | 大国村                        | 大国村                       | 昭和30年3月30日 西伯町       | 昭和30年3月30日 西伯町 | 昭和30年3月30日 西伯町 | 西伯町                       | 西伯町                                                            | 平成16年10月1日 南部町 | 南部町   |
| 会 見 郡 | 法勝寺宿         | 法勝寺宿         | 法勝寺宿               | 法勝寺宿               | 法勝寺村                    | 法勝寺村            | 西 伯 郡 | 法勝寺村                   | 法勝寺村                      | 法勝寺村                     | 昭和30年3月30日 西伯町       | 昭和30年3月30日 西伯町 | 昭和30年3月30日 西伯町 | 西伯町                       | 西伯町                                                            | 平成16年10月1日 南部町 | 南部町   |
| 会 見 郡 | 落合村           | 落合村           | 落合村                 | 落合村                 | 法勝寺村                    | 法勝寺村            | 西 伯 郡 | 法勝寺村                   | 法勝寺村                      | 法勝寺村                     | 昭和30年3月30日 西伯町       | 昭和30年3月30日 西伯町 | 昭和30年3月30日 西伯町 | 西伯町                       | 西伯町                                                            | 平成16年10月1日 南部町 | 南部町   |
| 会 見 郡 | 鴨部村           | 鴨部村           | 鴨部村                 | 鴨部村                 | 法勝寺村                    | 法勝寺村            | 西 伯 郡 | 法勝寺村                   | 法勝寺村                      | 法勝寺村                     | 昭和30年3月30日 西伯町       | 昭和30年3月30日 西伯町 | 昭和30年3月30日 西伯町 | 西伯町                       | 西伯町                                                            | 平成16年10月1日 南部町 | 南部町   |
| 会 見 郡 | 武信村           | 武信村           | 武信村                 | 武信村                 | 法勝寺村                    | 法勝寺村            | 西 伯 郡 | 法勝寺村                   | 法勝寺村                      | 法勝寺村                     | 昭和30年3月30日 西伯町       | 昭和30年3月30日 西伯町 | 昭和30年3月30日 西伯町 | 西伯町                       | 西伯町                                                            | 平成16年10月1日 南部町 | 南部町   |
| 会 見 郡 | 馬場村           | 馬場村           | 馬場村                 | 馬場村                 | 法勝寺村                    | 法勝寺村            | 西 伯 郡 | 法勝寺村                   | 法勝寺村                      | 法勝寺村                     | 昭和30年3月30日 西伯町       | 昭和30年3月30日 西伯町 | 昭和30年3月30日 西伯町 | 西伯町                       | 西伯町                                                            | 平成16年10月1日 南部町 | 南部町   |
| 会 見 郡 | 道河内村         | 道河内村         | 道河内村               | 道河内村               | 法勝寺村                    | 法勝寺村            | 西 伯 郡 | 法勝寺村                   | 法勝寺村                      | 法勝寺村                     | 昭和30年3月30日 西伯町       | 昭和30年3月30日 西伯町 | 昭和30年3月30日 西伯町 | 西伯町                       | 西伯町                                                            | 平成16年10月1日 南部町 | 南部町   |
| 会 見 郡 | 徳長村           | 徳長村           | 徳長村                 | 徳長村                 | 法勝寺村                    | 法勝寺村            | 西 伯 郡 | 法勝寺村                   | 法勝寺村                      | 法勝寺村                     | 昭和30年3月30日 西伯町       | 昭和30年3月30日 西伯町 | 昭和30年3月30日 西伯町 | 西伯町                       | 西伯町                                                            | 平成16年10月1日 南部町 | 南部町   |
| 会 見 郡 | 伐株村           | 伐株村           | 伐株村                 | 伐株村                 | 法勝寺村                    | 法勝寺村            | 西 伯 郡 | 法勝寺村                   | 法勝寺村                      | 法勝寺村                     | 昭和30年3月30日 西伯町       | 昭和30年3月30日 西伯町 | 昭和30年3月30日 西伯町 | 西伯町                       | 西伯町                                                            | 平成16年10月1日 南部町 | 南部町   |
| 会 見 郡 | 福頼村           | 福頼村           | 福頼村                 | 福頼村                 | 法勝寺村                    | 法勝寺村            | 西 伯 郡 | 法勝寺村                   | 法勝寺村                      | 法勝寺村                     | 昭和30年3月30日 西伯町       | 昭和30年3月30日 西伯町 | 昭和30年3月30日 西伯町 | 西伯町                       | 西伯町                                                            | 平成16年10月1日 南部町 | 南部町   |
| 会 見 郡 | 掛相村           | 掛相村           | 掛相村                 | 掛相村                 | 法勝寺村                    | 法勝寺村            | 西 伯 郡 | 法勝寺村                   | 法勝寺村                      | 法勝寺村                     | 昭和30年3月30日 西伯町       | 昭和30年3月30日 西伯町 | 昭和30年3月30日 西伯町 | 西伯町                       | 西伯町                                                            | 平成16年10月1日 南部町 | 南部町   |
| 会 見 郡 | 馬佐良村         | 馬佐良村         | 馬佐良村               | 馬佐良村               | 法勝寺村                    | 法勝寺村            | 西 伯 郡 | 法勝寺村                   | 法勝寺村                      | 法勝寺村                     | 昭和30年3月30日 西伯町       | 昭和30年3月30日 西伯町 | 昭和30年3月30日 西伯町 | 西伯町                       | 西伯町                                                            | 平成16年10月1日 南部町 | 南部町   |
| 会 見 郡 | 八子村           | 八子村           | 八子村                 | 明治10年 八金村        | 東長田村                    | 東長田村            | 西 伯 郡 | 東長田村                   | 東長田村                      | 東長田村                     | 昭和30年3月30日 西伯町       | 昭和30年3月30日 西伯町 | 昭和30年3月30日 西伯町 | 西伯町                       | 西伯町                                                            | 平成16年10月1日 南部町 | 南部町   |
| 会 見 郡 | 金崎村           | 金崎村           | 金崎村                 | 明治10年 八金村        | 東長田村                    | 東長田村            | 西 伯 郡 | 東長田村                   | 東長田村                      | 東長田村                     | 昭和30年3月30日 西伯町       | 昭和30年3月30日 西伯町 | 昭和30年3月30日 西伯町 | 西伯町                       | 西伯町                                                            | 平成16年10月1日 南部町 | 南部町   |
| 会 見 郡 | 江原村           | 江原村           | 江原村                 | 明治10年 中村          | 東長田村                    | 東長田村            | 西 伯 郡 | 東長田村                   | 東長田村                      | 東長田村                     | 昭和30年3月30日 西伯町       | 昭和30年3月30日 西伯町 | 昭和30年3月30日 西伯町 | 西伯町                       | 西伯町                                                            | 平成16年10月1日 南部町 | 南部町   |
| 会 見 郡 | 今長村           | 今長村           | 今長村                 | 明治10年 中村          | 東長田村                    | 東長田村            | 西 伯 郡 | 東長田村                   | 東長田村                      | 東長田村                     | 昭和30年3月30日 西伯町       | 昭和30年3月30日 西伯町 | 昭和30年3月30日 西伯町 | 西伯町                       | 西伯町                                                            | 平成16年10月1日 南部町 | 南部町   |
| 会 見 郡 | 篠相村           | 篠相村           | 篠相村                 | 明治10年 中村          | 東長田村                    | 東長田村            | 西 伯 郡 | 東長田村                   | 東長田村                      | 東長田村                     | 昭和30年3月30日 西伯町       | 昭和30年3月30日 西伯町 | 昭和30年3月30日 西伯町 | 西伯町                       | 西伯町                                                            | 平成16年10月1日 南部町 | 南部町   |
| 会 見 郡 | 金山村           | 金山村           | 金山村                 | 明治10年 東上村        | 東長田村                    | 東長田村            | 西 伯 郡 | 東長田村                   | 東長田村                      | 東長田村                     | 昭和30年3月30日 西伯町       | 昭和30年3月30日 西伯町 | 昭和30年3月30日 西伯町 | 西伯町                       | 西伯町                                                            | 平成16年10月1日 南部町 | 南部町   |
| 会 見 郡 | 二升村           | 二升村           | 二升村                 | 明治10年 東上村        | 東長田村                    | 東長田村            | 西 伯 郡 | 東長田村                   | 東長田村                      | 東長田村                     | 昭和30年3月30日 西伯町       | 昭和30年3月30日 西伯町 | 昭和30年3月30日 西伯町 | 西伯町                       | 西伯町                                                            | 平成16年10月1日 南部町 | 南部町   |
| 会 見 郡 | 常清村           | 常清村           | 常清村                 | 明治10年 東上村        | 東長田村                    | 東長田村            | 西 伯 郡 | 東長田村                   | 東長田村                      | 東長田村                     | 昭和30年3月30日 西伯町       | 昭和30年3月30日 西伯町 | 昭和30年3月30日 西伯町 | 西伯町                       | 西伯町                                                            | 平成16年10月1日 南部町 | 南部町   |
| 会 見 郡 | 大木屋村         | 大木屋村         | 大木屋村               | 大木屋村               | 上長田村                    | 上長田村            | 西 伯 郡 | 上長田村                   | 上長田村                      | 上長田村                     | 昭和30年3月30日 西伯町       | 昭和30年3月30日 西伯町 | 昭和30年3月30日 西伯町 | 西伯町                       | 西伯町                                                            | 平成16年10月1日 南部町 | 南部町   |
| 会 見 郡 | 能竹村           | 能竹村           | 能竹村                 | 能竹村                 | 上長田村                    | 上長田村            | 西 伯 郡 | 上長田村                   | 上長田村                      | 上長田村                     | 昭和30年3月30日 西伯町       | 昭和30年3月30日 西伯町 | 昭和30年3月30日 西伯町 | 西伯町                       | 西伯町                                                            | 平成16年10月1日 南部町 | 南部町   |
| 会 見 郡 | 赤谷村           | 赤谷村           | 赤谷村                 | 明治10年 上中谷村      | 上長田村                    | 上長田村            | 西 伯 郡 | 上長田村                   | 上長田村                      | 上長田村                     | 昭和30年3月30日 西伯町       | 昭和30年3月30日 西伯町 | 昭和30年3月30日 西伯町 | 西伯町                       | 西伯町                                                            | 平成16年10月1日 南部町 | 南部町   |
| 会 見 郡 | 定常村           | 定常村           | 定常村                 | 明治10年 上中谷村      | 上長田村                    | 上長田村            | 西 伯 郡 | 上長田村                   | 上長田村                      | 上長田村                     | 昭和30年3月30日 西伯町       | 昭和30年3月30日 西伯町 | 昭和30年3月30日 西伯町 | 西伯町                       | 西伯町                                                            | 平成16年10月1日 南部町 | 南部町   |
| 会 見 郡 | 早田村           | 早田村           | 早田村                 | 明治10年 上中谷村      | 上長田村                    | 上長田村            | 西 伯 郡 | 上長田村                   | 上長田村                      | 上長田村                     | 昭和30年3月30日 西伯町       | 昭和30年3月30日 西伯町 | 昭和30年3月30日 西伯町 | 西伯町                       | 西伯町                                                            | 平成16年10月1日 南部町 | 南部町   |
| 会 見 郡 | 大河内村         | 大河内村         | 大河内村               | 明治10年 上中谷村      | 上長田村                    | 上長田村            | 西 伯 郡 | 上長田村                   | 上長田村                      | 上長田村                     | 昭和30年3月30日 西伯町       | 昭和30年3月30日 西伯町 | 昭和30年3月30日 西伯町 | 西伯町                       | 西伯町                                                            | 平成16年10月1日 南部町 | 南部町   |
| 会 見 郡 | 篠畑村           | 篠畑村           | 篠畑村                 | 明治10年 上中谷村      | 上長田村                    | 上長田村            | 西 伯 郡 | 上長田村                   | 上長田村                      | 上長田村                     | 昭和30年3月30日 西伯町       | 昭和30年3月30日 西伯町 | 昭和30年3月30日 西伯町 | 西伯町                       | 西伯町                                                            | 平成16年10月1日 南部町 | 南部町   |
| 会 見 郡 | 賀祥村           | 賀祥村           | 賀祥村                 | 明治10年 下中谷村      | 上長田村                    | 上長田村            | 西 伯 郡 | 上長田村                   | 上長田村                      | 上長田村                     | 昭和30年3月30日 西伯町       | 昭和30年3月30日 西伯町 | 昭和30年3月30日 西伯町 | 西伯町                       | 西伯町                                                            | 平成16年10月1日 南部町 | 南部町   |
| 会 見 郡 | 信頼村           | 信頼村           | 信頼村                 | 明治10年 下中谷村      | 上長田村                    | 上長田村            | 西 伯 郡 | 上長田村                   | 上長田村                      | 上長田村                     | 昭和30年3月30日 西伯町       | 昭和30年3月30日 西伯町 | 昭和30年3月30日 西伯町 | 西伯町                       | 西伯町                                                            | 平成16年10月1日 南部町 | 南部町   |
| 会 見 郡 | 入蔵村           | 入蔵村           | 入蔵村                 | 明治10年 下中谷村      | 上長田村                    | 上長田村            | 西 伯 郡 | 上長田村                   | 上長田村                      | 上長田村                     | 昭和30年3月30日 西伯町       | 昭和30年3月30日 西伯町 | 昭和30年3月30日 西伯町 | 西伯町                       | 西伯町                                                            | 平成16年10月1日 南部町 | 南部町   |
| 会 見 郡 | あごうじ村       | あごうじ村       | あごうじ村             | 明治10年 下中谷村      | 上長田村                    | 上長田村            | 西 伯 郡 | 上長田村                   | 上長田村                      | 上長田村                     | 昭和30年3月30日 西伯町       | 昭和30年3月30日 西伯町 | 昭和30年3月30日 西伯町 | 西伯町                       | 西伯町                                                            | 平成16年10月1日 南部町 | 南部町   |
| 会 見 郡 | 日吉津村         | 日吉津村         | 日吉津村               | 日吉津村               | 日吉津村                    | 日吉津村            | 西 伯 郡 | 日吉津村                   | 日吉津村                      | 日吉津村                     | 日吉津村                     | 日吉津村               | 日吉津村               | 日吉津村                     | 日吉津村                                                          | 日吉津村               | 日吉津村 |
| 会 見 郡 | 今吉村           | 今吉村           | 今吉村                 | 今吉村                 | 日吉津村                    | 日吉津村            | 西 伯 郡 | 日吉津村                   | 日吉津村                      | 日吉津村                     | 日吉津村                     | 日吉津村               | 日吉津村               | 日吉津村                     | 日吉津村                                                          | 日吉津村               | 日吉津村 |
| 会 見 郡 | 今村             | 今村             | 今村                   | 明治10年 改称 富吉村   | 日吉津村                    | 日吉津村            | 西 伯 郡 | 日吉津村                   | 日吉津村                      | 日吉津村                     | 日吉津村                     | 日吉津村               | 日吉津村               | 日吉津村                     | 日吉津村                                                          | 日吉津村               | 日吉津村 |
| 会 見 郡 | 境村             | 境村             | 明治3年 改称 境町      | 境町                   | 境町                        | 境町                | 西 伯 郡 | 境町                       | 境町                          | 境町                         | 昭和29年8月10日 境港町       | 昭和29年8月10日 境港町 | 昭和29年8月10日 境港町 | 昭和31年4月1日 市制 境港市   | 境港市                                                            | 境港市                 | 境港市   |
| 会 見 郡 | 上道村           | 一部             | 明治3年 境村に編入     | 境町                   | 境町                        | 境町                | 西 伯 郡 | 境町                       | 境町                          | 境町                         | 昭和29年8月10日 境港町       | 昭和29年8月10日 境港町 | 昭和29年8月10日 境港町 | 昭和31年4月1日 市制 境港市   | 境港市                                                            | 境港市                 | 境港市   |
| 会 見 郡 | 上道村           | 一部を除く       | 上道村                 | 上道村                 | 上道村                      | 上道村              | 西 伯 郡 | 上道村                     | 上道村                        | 上道村                       | 昭和29年8月10日 境港町       | 昭和29年8月10日 境港町 | 昭和29年8月10日 境港町 | 昭和31年4月1日 市制 境港市   | 境港市                                                            | 境港市                 | 境港市   |
| 会 見 郡 | 東外江村         | 東外江村         | 東外江村               | 明治21年 外江村        | 外江村                      | 外江村              | 西 伯 郡 | 外江村                     | 外江村                        | 昭和22年11月1日 町制 外江町  | 昭和29年8月10日 境港町       | 昭和29年8月10日 境港町 | 昭和29年8月10日 境港町 | 昭和31年4月1日 市制 境港市   | 境港市                                                            | 境港市                 | 境港市   |
| 会 見 郡 | 西外江村         | 西外江村         | 西外江村               | 明治21年 外江村        | 外江村                      | 外江村              | 西 伯 郡 | 外江村                     | 外江村                        | 昭和22年11月1日 町制 外江町  | 昭和29年8月10日 境港町       | 昭和29年8月10日 境港町 | 昭和29年8月10日 境港町 | 昭和31年4月1日 市制 境港市   | 境港市                                                            | 境港市                 | 境港市   |
| 会 見 郡 | 渡村             | 渡村             | 渡村                   | 渡村                   | 渡村                        | 渡村                | 西 伯 郡 | 渡村                       | 渡村                          | 渡村                         | 昭和29年8月10日 境港町       | 昭和29年8月10日 境港町 | 昭和29年8月10日 境港町 | 昭和31年4月1日 市制 境港市   | 境港市                                                            | 境港市                 | 境港市   |
| 会 見 郡 | 森岡村           | 森岡村           | 森岡村                 | 森岡村                 | 渡村                        | 渡村                | 西 伯 郡 | 渡村                       | 渡村                          | 渡村                         | 昭和29年8月10日 境港町       | 昭和29年8月10日 境港町 | 昭和29年8月10日 境港町 | 昭和31年4月1日 市制 境港市   | 境港市                                                            | 境港市                 | 境港市   |
| 会 見 郡 | 福定村           | 福定村           | 福定村                 | 福定村                 | 下浜村                      | 明治22年12月 余子村 | 西 伯 郡 | 余子村                     | 余子村                        | 余子村                       | 昭和29年8月10日 境港町       | 昭和29年8月10日 境港町 | 昭和29年8月10日 境港町 | 昭和31年4月1日 市制 境港市   | 境港市                                                            | 境港市                 | 境港市   |
| 会 見 郡 | 中野村           | 中野村           | 中野村                 | 中野村                 | 下浜村                      | 明治22年12月 余子村 | 西 伯 郡 | 余子村                     | 余子村                        | 余子村                       | 昭和29年8月10日 境港町       | 昭和29年8月10日 境港町 | 昭和29年8月10日 境港町 | 昭和31年4月1日 市制 境港市   | 境港市                                                            | 境港市                 | 境港市   |
| 会 見 郡 | 竹内村           | 竹内村           | 竹内村                 | 竹内村                 | 下浜村                      | 明治22年12月 余子村 | 西 伯 郡 | 余子村                     | 余子村                        | 余子村                       | 昭和29年8月10日 境港町       | 昭和29年8月10日 境港町 | 昭和29年8月10日 境港町 | 昭和31年4月1日 市制 境港市   | 境港市                                                            | 境港市                 | 境港市   |
| 会 見 郡 | 高松村           | 高松村           | 高松村                 | 高松村                 | 下浜村                      | 明治22年12月 余子村 | 西 伯 郡 | 余子村                     | 余子村                        | 余子村                       | 昭和29年8月10日 境港町       | 昭和29年8月10日 境港町 | 昭和29年8月10日 境港町 | 昭和31年4月1日 市制 境港市   | 境港市                                                            | 境港市                 | 境港市   |
| 会 見 郡 | 小篠津村         | 小篠津村         | 小篠津村               | 小篠津村               | 中浜村                      | 中浜村              | 西 伯 郡 | 中浜村                     | 中浜村                        | 中浜村                       | 昭和29年8月10日 境港町       | 昭和29年8月10日 境港町 | 昭和29年8月10日 境港町 | 昭和31年4月1日 市制 境港市   | 境港市                                                            | 境港市                 | 境港市   |
| 会 見 郡 | 新屋村           | 新屋村           | 新屋村                 | 新屋村                 | 中浜村                      | 中浜村              | 西 伯 郡 | 中浜村                     | 中浜村                        | 中浜村                       | 昭和29年8月10日 境港町       | 昭和29年8月10日 境港町 | 昭和29年8月10日 境港町 | 昭和31年4月1日 市制 境港市   | 境港市                                                            | 境港市                 | 境港市   |
| 会 見 郡 | 佐斐神村         | 佐斐神村         | 佐斐神村               | 佐斐神村               | 中浜村                      | 中浜村              | 西 伯 郡 | 中浜村                     | 中浜村                        | 中浜村                       | 昭和29年8月10日 境港町       | 昭和29年8月10日 境港町 | 昭和29年8月10日 境港町 | 昭和31年4月1日 市制 境港市   | 境港市                                                            | 境港市                 | 境港市   |
| 会 見 郡 | 粟島村           | 粟島村           | 粟島村                 | 明治10年 彦名村        | 彦名村                      | 彦名村              | 西 伯 郡 | 彦名村                     | 彦名村                        | 彦名村                       | 昭和29年6月1日 米子市に編入  | 米子市                 | 米子市                 | 米子市                       | 米子市                                                            | 平成17年3月31日 米子市 | 米子市   |
| 会 見 郡 | 下粟島村         | 下粟島村         | 下粟島村               | 明治10年 彦名村        | 彦名村                      | 彦名村              | 西 伯 郡 | 彦名村                     | 彦名村                        | 彦名村                       | 昭和29年6月1日 米子市に編入  | 米子市                 | 米子市                 | 米子市                       | 米子市                                                            | 平成17年3月31日 米子市 | 米子市   |
| 会 見 郡 | 後藤村           | 後藤村           | 後藤村                 | 明治10年 彦名村        | 彦名村                      | 彦名村              | 西 伯 郡 | 彦名村                     | 彦名村                        | 彦名村                       | 昭和29年6月1日 米子市に編入  | 米子市                 | 米子市                 | 米子市                       | 米子市                                                            | 平成17年3月31日 米子市 | 米子市   |
| 会 見 郡 | 大崎村           | 大崎村           | 大崎村                 | 大崎村                 | 崎津村                      | 崎津村              | 西 伯 郡 | 崎津村                     | 崎津村                        | 崎津村                       | 昭和29年6月1日 米子市に編入  | 米子市                 | 米子市                 | 米子市                       | 米子市                                                            | 平成17年3月31日 米子市 | 米子市   |
| 会 見 郡 | 葭津村           | 葭津村           | 葭津村                 | 葭津村                 | 崎津村                      | 崎津村              | 西 伯 郡 | 崎津村                     | 崎津村                        | 崎津村                       | 昭和29年6月1日 米子市に編入  | 米子市                 | 米子市                 | 米子市                       | 米子市                                                            | 平成17年3月31日 米子市 | 米子市   |
| 会 見 郡 | 大篠津村         | 大篠津村         | 大篠津村               | 大篠津村               | 大篠津村                    | 大篠津村            | 西 伯 郡 | 大篠津村                   | 大篠津村                      | 大篠津村                     | 昭和29年6月1日 米子市に編入  | 米子市                 | 米子市                 | 米子市                       | 米子市                                                            | 平成17年3月31日 米子市 | 米子市   |
| 会 見 郡 | 夜見村           | 夜見村           | 夜見村                 | 夜見村                 | 夜見村                      | 夜見村              | 西 伯 郡 | 夜見村                     | 夜見村                        | 夜見村                       | 昭和29年6月1日 米子市に編入  | 米子市                 | 米子市                 | 米子市                       | 米子市                                                            | 平成17年3月31日 米子市 | 米子市   |
| 会 見 郡 | 富益村           | 富益村           | 富益村                 | 富益村                 | 富益村                      | 富益村              | 西 伯 郡 | 富益村                     | 富益村                        | 富益村                       | 昭和29年6月1日 米子市に編入  | 米子市                 | 米子市                 | 米子市                       | 米子市                                                            | 平成17年3月31日 米子市 | 米子市   |
| 会 見 郡 | 和田村           | 和田村           | 和田村                 | 和田村                 | 和田村                      | 和田村              | 西 伯 郡 | 和田村                     | 和田村                        | 和田村                       | 昭和29年6月1日 米子市に編入  | 米子市                 | 米子市                 | 米子市                       | 米子市                                                            | 平成17年3月31日 米子市 | 米子市   |
| 会 見 郡 | 二本木村         | 二本木村         | 二本木村               | 二本木村               | 巌村                        | 巌村                | 西 伯 郡 | 巌村                       | 巌村                          | 巌村                         | 昭和29年6月1日 米子市に編入  | 米子市                 | 米子市                 | 米子市                       | 米子市                                                            | 平成17年3月31日 米子市 | 米子市   |
| 会 見 郡 | 蚊屋村           | 蚊屋村           | 蚊屋村                 | 蚊屋村                 | 巌村                        | 巌村                | 西 伯 郡 | 巌村                       | 巌村                          | 巌村                         | 昭和29年6月1日 米子市に編入  | 米子市                 | 米子市                 | 米子市                       | 米子市                                                            | 平成17年3月31日 米子市 | 米子市   |
| 会 見 郡 | 今在家村         | 今在家村         | 今在家村               | 今在家村               | 巌村                        | 巌村                | 西 伯 郡 | 巌村                       | 巌村                          | 巌村                         | 昭和29年6月1日 米子市に編入  | 米子市                 | 米子市                 | 米子市                       | 米子市                                                            | 平成17年3月31日 米子市 | 米子市   |
| 会 見 郡 | 吉岡村           | 吉岡村           | 吉岡村                 | 吉岡村                 | 巌村                        | 巌村                | 西 伯 郡 | 巌村                       | 巌村                          | 巌村                         | 昭和29年6月1日 米子市に編入  | 米子市                 | 米子市                 | 米子市                       | 米子市                                                            | 平成17年3月31日 米子市 | 米子市   |
| 会 見 郡 | 熊党村           | 熊党村           | 熊党村                 | 熊党村                 | 巌村                        | 巌村                | 西 伯 郡 | 巌村                       | 巌村                          | 巌村                         | 昭和29年6月1日 米子市に編入  | 米子市                 | 米子市                 | 米子市                       | 米子市                                                            | 平成17年3月31日 米子市 | 米子市   |
| 会 見 郡 | 津末村           | 津末村           | 津末村                 | 明治10年 浦津村        | 巌村                        | 巌村                | 西 伯 郡 | 巌村                       | 巌村                          | 巌村                         | 昭和29年6月1日 米子市に編入  | 米子市                 | 米子市                 | 米子市                       | 米子市                                                            | 平成17年3月31日 米子市 | 米子市   |
| 会 見 郡 | 浦木村           | 浦木村           | 浦木村                 | 明治10年 浦津村        | 巌村                        | 巌村                | 西 伯 郡 | 巌村                       | 巌村                          | 巌村                         | 昭和29年6月1日 米子市に編入  | 米子市                 | 米子市                 | 米子市                       | 米子市                                                            | 平成17年3月31日 米子市 | 米子市   |
| 会 見 郡 | 大谷村           | 大谷村           | 大谷村                 | 明治10年 改称 西大谷村 | 成実村                      | 成実村              | 西 伯 郡 | 成実村                     | 成実村                        | 成実村                       | 昭和29年6月1日 米子市に編入  | 米子市                 | 米子市                 | 米子市                       | 米子市                                                            | 平成17年3月31日 米子市 | 米子市   |
| 会 見 郡 | 下飯生村         | 下飯生村         | 下飯生村               | 明治10年 美吉村        | 成実村                      | 成実村              | 西 伯 郡 | 成実村                     | 成実村                        | 成実村                       | 昭和29年6月1日 米子市に編入  | 米子市                 | 米子市                 | 米子市                       | 米子市                                                            | 平成17年3月31日 米子市 | 米子市   |
| 会 見 郡 | 上飯生村         | 上飯生村         | 上飯生村               | 明治10年 美吉村        | 成実村                      | 成実村              | 西 伯 郡 | 成実村                     | 成実村                        | 成実村                       | 昭和29年6月1日 米子市に編入  | 米子市                 | 米子市                 | 米子市                       | 米子市                                                            | 平成17年3月31日 米子市 | 米子市   |
| 会 見 郡 | 目組村           | 目組村           | 目組村                 | 明治10年 美吉村        | 成実村                      | 成実村              | 西 伯 郡 | 成実村                     | 成実村                        | 成実村                       | 昭和29年6月1日 米子市に編入  | 米子市                 | 米子市                 | 米子市                       | 米子市                                                            | 平成17年3月31日 米子市 | 米子市   |
| 会 見 郡 | 長砂村           | 長砂村           | 長砂村                 | 明治10年 長田村        | 成実村                      | 成実村              | 西 伯 郡 | 成実村                     | 成実村                        | 成実村                       | 昭和29年6月1日 米子市に編入  | 米子市                 | 米子市                 | 米子市                       | 米子市                                                            | 平成17年3月31日 米子市 | 米子市   |
| 会 見 郡 | 陽田村           | 陽田村           | 陽田村                 | 明治10年 長田村        | 成実村                      | 成実村              | 西 伯 郡 | 成実村                     | 成実村                        | 成実村                       | 昭和29年6月1日 米子市に編入  | 米子市                 | 米子市                 | 米子市                       | 米子市                                                            | 平成17年3月31日 米子市 | 米子市   |
| 会 見 郡 | 陰田村           | 陰田村           | 陰田村                 | 陰田村                 | 成実村                      | 成実村              | 西 伯 郡 | 成実村                     | 成実村                        | 成実村                       | 昭和29年6月1日 米子市に編入  | 米子市                 | 米子市                 | 米子市                       | 米子市                                                            | 平成17年3月31日 米子市 | 米子市   |
| 会 見 郡 | 奥谷村           | 奥谷村           | 奥谷村                 | 奥谷村                 | 成実村                      | 成実村              | 西 伯 郡 | 成実村                     | 大正15年9月10日 米子町に編入  | 昭和2年4月1日 市制 米子市    | 米子市                       | 米子市                 | 米子市                 | 米子市                       | 米子市                                                            | 平成17年3月31日 米子市 | 米子市   |
| 会 見 郡 | 石井村           | 石井村           | 石井村                 | 石井村                 | 成実村                      | 成実村              | 西 伯 郡 | 成実村                     | 大正15年9月10日 米子町に編入  | 昭和2年4月1日 市制 米子市    | 米子市                       | 米子市                 | 米子市                 | 米子市                       | 米子市                                                            | 平成17年3月31日 米子市 | 米子市   |
| 会 見 郡 | 奈喜良村         | 奈喜良村         | 奈喜良村               | 奈喜良村               | 成実村                      | 成実村              | 西 伯 郡 | 成実村                     | 大正15年9月10日 米子町に編入  | 昭和2年4月1日 市制 米子市    | 米子市                       | 米子市                 | 米子市                 | 米子市                       | 米子市                                                            | 平成17年3月31日 米子市 | 米子市   |
| 会 見 郡 | 日原村           | 日原村           | 日原村                 | 日原村                 | 成実村                      | 成実村              | 西 伯 郡 | 成実村                     | 大正15年9月10日 米子町に編入  | 昭和2年4月1日 市制 米子市    | 米子市                       | 米子市                 | 米子市                 | 米子市                       | 米子市                                                            | 平成17年3月31日 米子市 | 米子市   |
| 会 見 郡 | 橋本村           | 橋本村           | 橋本村                 | 橋本村                 | 成実村                      | 成実村              | 西 伯 郡 | 成実村                     | 大正15年9月10日 米子町に編入  | 昭和2年4月1日 市制 米子市    | 米子市                       | 米子市                 | 米子市                 | 米子市                       | 米子市                                                            | 平成17年3月31日 米子市 | 米子市   |
| 会 見 郡 | 古市村           | 古市村           | 古市村                 | 古市村                 | 成実村                      | 成実村              | 西 伯 郡 | 成実村                     | 大正15年9月10日 米子町に編入  | 昭和2年4月1日 市制 米子市    | 米子市                       | 米子市                 | 米子市                 | 米子市                       | 米子市                                                            | 平成17年3月31日 米子市 | 米子市   |
| 会 見 郡 | 新山村           | 新山村           | 新山村                 | 新山村                 | 成実村                      | 成実村              | 西 伯 郡 | 成実村                     | 大正15年9月10日 米子町に編入  | 昭和2年4月1日 市制 米子市    | 米子市                       | 米子市                 | 米子市                 | 米子市                       | 米子市                                                            | 平成17年3月31日 米子市 | 米子市   |
| 会 見 郡 | 宗像村           | 宗像村           | 宗像村                 | 宗像村                 | 成実村                      | 成実村              | 西 伯 郡 | 成実村                     | 大正15年9月10日 米子町に編入  | 昭和2年4月1日 市制 米子市    | 米子市                       | 米子市                 | 米子市                 | 米子市                       | 米子市                                                            | 平成17年3月31日 米子市 | 米子市   |
| 会 見 郡 | 今村             | 今村             | 今村                   | 明治10年 改称 吉谷村   | 成実村                      | 成実村              | 西 伯 郡 | 成実村                     | 大正15年9月10日 米子町に編入  | 昭和2年4月1日 市制 米子市    | 米子市                       | 米子市                 | 米子市                 | 米子市                       | 米子市                                                            | 平成17年3月31日 米子市 | 米子市   |
| 会 見 郡 | 米子町           | 米子町           | 米子町                 | 明治10年 米子町        | 米子町                      | 米子町              | 西 伯 郡 | 米子町                     | 米子町                        | 昭和2年4月1日 市制 米子市    | 米子市                       | 米子市                 | 米子市                 | 米子市                       | 米子市                                                            | 平成17年3月31日 米子市 | 米子市   |
| 会 見 郡 | 勝田村           | 勝田村           | 勝田村                 | 明治10年 米子町        | 米子町                      | 米子町              | 西 伯 郡 | 米子町                     | 米子町                        | 昭和2年4月1日 市制 米子市    | 米子市                       | 米子市                 | 米子市                 | 米子市                       | 米子市                                                            | 平成17年3月31日 米子市 | 米子市   |
| 会 見 郡 |                  |                  |                        | 明治16年 起立 旗ヶ崎村 | 住吉村                      | 住吉村              | 西 伯 郡 | 住吉村                     | 住吉村                        | 昭和10年9月25日 米子市に編入 | 米子市                       | 米子市                 | 米子市                 | 米子市                       | 米子市                                                            | 平成17年3月31日 米子市 | 米子市   |
| 会 見 郡 | 安倍村           | 安倍村           | 安倍村                 | 安倍村                 | 住吉村                      | 住吉村              | 西 伯 郡 | 住吉村                     | 住吉村                        | 昭和10年9月25日 米子市に編入 | 米子市                       | 米子市                 | 米子市                 | 米子市                       | 米子市                                                            | 平成17年3月31日 米子市 | 米子市   |
| 会 見 郡 | 上後藤村         | 上後藤村         | 上後藤村               | 上後藤村               | 住吉村                      | 住吉村              | 西 伯 郡 | 住吉村                     | 住吉村                        | 昭和10年9月25日 米子市に編入 | 米子市                       | 米子市                 | 米子市                 | 米子市                       | 米子市                                                            | 平成17年3月31日 米子市 | 米子市   |
| 会 見 郡 | 車尾村           | 車尾村           | 明治初年 改称 車尾村   | 車尾村                 | 車尾村                      | 車尾村              | 西 伯 郡 | 車尾村                     | 車尾村                        | 昭和11年7月15日 米子市に編入 | 米子市                       | 米子市                 | 米子市                 | 米子市                       | 米子市                                                            | 平成17年3月31日 米子市 | 米子市   |
| 会 見 郡 | 中河原村         |                  | 明治初年 改称 車尾村   | 車尾村                 | 車尾村                      | 車尾村              | 西 伯 郡 | 車尾村                     | 車尾村                        | 昭和11年7月15日 米子市に編入 | 米子市                       | 米子市                 | 米子市                 | 米子市                       | 米子市                                                            | 平成17年3月31日 米子市 | 米子市   |
| 会 見 郡 | 中島村           | 中島村           | 中島村                 | 中島村                 | 車尾村                      | 車尾村              | 西 伯 郡 | 車尾村                     | 車尾村                        | 昭和11年7月15日 米子市に編入 | 米子市                       | 米子市                 | 米子市                 | 米子市                       | 米子市                                                            | 平成17年3月31日 米子市 | 米子市   |
| 会 見 郡 | 観音寺村         | 観音寺村         | 観音寺村               | 観音寺村               | 車尾村                      | 車尾村              | 西 伯 郡 | 車尾村                     | 車尾村                        | 昭和11年7月15日 米子市に編入 | 米子市                       | 米子市                 | 米子市                 | 米子市                       | 米子市                                                            | 平成17年3月31日 米子市 | 米子市   |
| 会 見 郡 | 三柳村           | 三柳村           | 三柳村                 | 明治10年 両三柳村      | 加茂村                      | 加茂村              | 西 伯 郡 | 加茂村                     | 加茂村                        | 昭和13年3月17日 米子市に編入 | 米子市                       | 米子市                 | 米子市                 | 米子市                       | 米子市                                                            | 平成17年3月31日 米子市 | 米子市   |
| 会 見 郡 | 下三柳村         | 下三柳村         | 下三柳村               | 明治10年 両三柳村      | 加茂村                      | 加茂村              | 西 伯 郡 | 加茂村                     | 加茂村                        | 昭和13年3月17日 米子市に編入 | 米子市                       | 米子市                 | 米子市                 | 米子市                       | 米子市                                                            | 平成17年3月31日 米子市 | 米子市   |
| 会 見 郡 | 河崎村           | 河崎村           | 河崎村                 | 河崎村                 | 加茂村                      | 加茂村              | 西 伯 郡 | 加茂村                     | 加茂村                        | 昭和13年3月17日 米子市に編入 | 米子市                       | 米子市                 | 米子市                 | 米子市                       | 米子市                                                            | 平成17年3月31日 米子市 | 米子市   |
| 会 見 郡 | 西福原村         | 西福原村         | 西福原村               | 西福原村               | 福米村                      | 福米村              | 西 伯 郡 | 福米村                     | 福米村                        | 昭和13年3月17日 米子市に編入 | 米子市                       | 米子市                 | 米子市                 | 米子市                       | 米子市                                                            | 平成17年3月31日 米子市 | 米子市   |
| 会 見 郡 | 東福原村         | 東福原村         | 東福原村               | 東福原村               | 福米村                      | 福米村              | 西 伯 郡 | 福米村                     | 福米村                        | 昭和13年3月17日 米子市に編入 | 米子市                       | 米子市                 | 米子市                 | 米子市                       | 米子市                                                            | 平成17年3月31日 米子市 | 米子市   |
| 会 見 郡 | 米原村           | 米原村           | 米原村                 | 米原村                 | 福米村                      | 福米村              | 西 伯 郡 | 福米村                     | 福米村                        | 昭和13年3月17日 米子市に編入 | 米子市                       | 米子市                 | 米子市                 | 米子市                       | 米子市                                                            | 平成17年3月31日 米子市 | 米子市   |
| 会 見 郡 | 上福原村         | 上福原村         | 上福原村               | 上福原村               | 福生村                      | 福生村              | 西 伯 郡 | 福生村                     | 福生村                        | 昭和13年3月17日 米子市に編入 | 米子市                       | 米子市                 | 米子市                 | 米子市                       | 米子市                                                            | 平成17年3月31日 米子市 | 米子市   |
| 会 見 郡 | 皆生村           | 皆生村           | 皆生村                 | 皆生村                 | 福生村                      | 福生村              | 西 伯 郡 | 福生村                     | 福生村                        | 昭和13年3月17日 米子市に編入 | 米子市                       | 米子市                 | 米子市                 | 米子市                       | 米子市                                                            | 平成17年3月31日 米子市 | 米子市   |
| 会 見 郡 | 八幡村           | 八幡村           | 八幡村                 | 八幡村                 | 五千石村                    | 五千石村            | 西 伯 郡 | 五千石村                   | 五千石村                      | 五千石村                     | 昭和28年10月1日 米子市に編入 | 米子市                 | 米子市                 | 米子市                       | 米子市                                                            | 平成17年3月31日 米子市 | 米子市   |
| 会 見 郡 | 新庄村           | 新庄村           | 新庄村                 | 明治10年 改称 諏訪村   | 五千石村                    | 五千石村            | 西 伯 郡 | 五千石村                   | 五千石村                      | 五千石村                     | 昭和28年10月1日 米子市に編入 | 米子市                 | 米子市                 | 米子市                       | 米子市                                                            | 平成17年3月31日 米子市 | 米子市   |
| 会 見 郡 | 四日市村         | 四日市村         | 明治初年 改称 四日市村 | 明治10年 福市村        | 五千石村                    | 五千石村            | 西 伯 郡 | 五千石村                   | 五千石村                      | 五千石村                     | 昭和28年10月1日 米子市に編入 | 米子市                 | 米子市                 | 米子市                       | 米子市                                                            | 平成17年3月31日 米子市 | 米子市   |
| 会 見 郡 | 千太村           |                  | 明治初年 改称 四日市村 | 明治10年 福市村        | 五千石村                    | 五千石村            | 西 伯 郡 | 五千石村                   | 五千石村                      | 五千石村                     | 昭和28年10月1日 米子市に編入 | 米子市                 | 米子市                 | 米子市                       | 米子市                                                            | 平成17年3月31日 米子市 | 米子市   |
| 会 見 郡 | 山市場村         | 山市場村         | 山市場村               | 明治10年 福市村        | 五千石村                    | 五千石村            | 西 伯 郡 | 五千石村                   | 五千石村                      | 五千石村                     | 昭和28年10月1日 米子市に編入 | 米子市                 | 米子市                 | 米子市                       | 米子市                                                            | 平成17年3月31日 米子市 | 米子市   |
| 会 見 郡 | 青木村           | 青木村           | 青木村                 | 青木村                 | 尚徳村                      | 尚徳村              | 西 伯 郡 | 尚徳村                     | 尚徳村                        | 尚徳村                       | 昭和28年10月1日 米子市に編入 | 米子市                 | 米子市                 | 米子市                       | 米子市                                                            | 平成17年3月31日 米子市 | 米子市   |
| 会 見 郡 | 下安曇村         | 下安曇村         | 下安曇村               | 下安曇村               | 尚徳村                      | 尚徳村              | 西 伯 郡 | 尚徳村                     | 尚徳村                        | 尚徳村                       | 昭和28年10月1日 米子市に編入 | 米子市                 | 米子市                 | 米子市                       | 米子市                                                            | 平成17年3月31日 米子市 | 米子市   |
| 会 見 郡 | 上安曇村         | 上安曇村         | 上安曇村               | 上安曇村               | 尚徳村                      | 尚徳村              | 西 伯 郡 | 尚徳村                     | 尚徳村                        | 尚徳村                       | 昭和28年10月1日 米子市に編入 | 米子市                 | 米子市                 | 米子市                       | 米子市                                                            | 平成17年3月31日 米子市 | 米子市   |
| 会 見 郡 | 別所村           | 別所村           | 別所村                 | 別所村                 | 尚徳村                      | 尚徳村              | 西 伯 郡 | 尚徳村                     | 尚徳村                        | 尚徳村                       | 昭和28年10月1日 米子市に編入 | 米子市                 | 米子市                 | 米子市                       | 米子市                                                            | 平成17年3月31日 米子市 | 米子市   |
| 会 見 郡 | 兼久村           | 兼久村           | 兼久村                 | 兼久村                 | 尚徳村                      | 尚徳村              | 西 伯 郡 | 尚徳村                     | 尚徳村                        | 尚徳村                       | 昭和28年10月1日 米子市に編入 | 米子市                 | 米子市                 | 米子市                       | 米子市                                                            | 平成17年3月31日 米子市 | 米子市   |
| 会 見 郡 | 大袋村           | 大袋村           | 大袋村                 | 大袋村                 | 尚徳村                      | 尚徳村              | 西 伯 郡 | 尚徳村                     | 尚徳村                        | 尚徳村                       | 昭和28年10月1日 米子市に編入 | 米子市                 | 米子市                 | 米子市                       | 米子市                                                            | 平成17年3月31日 米子市 | 米子市   |
| 会 見 郡 | 大谷村           | 大谷村           | 大谷村                 | 明治10年 改称 榎原村   | 尚徳村                      | 尚徳村              | 西 伯 郡 | 尚徳村                     | 尚徳村                        | 尚徳村                       | 昭和28年10月1日 米子市に編入 | 米子市                 | 米子市                 | 米子市                       | 米子市                                                            | 平成17年3月31日 米子市 | 米子市   |
| 会 見 郡 | 高田村           | 高田村           | 高田村                 | 明治10年 高島村        | 古豊千村                    | 古豊千村            | 西 伯 郡 | 古豊千村                   | 明治45年2月1日 春日村         | 春日村                       | 春日村                       | 春日村                 | 春日村                 | 昭和31年7月10日 米子市に編入 | 米子市                                                            | 平成17年3月31日 米子市 | 米子市   |
| 会 見 郡 | 島田村           | 島田村           | 島田村                 | 明治10年 高島村        | 古豊千村                    | 古豊千村            | 西 伯 郡 | 古豊千村                   | 明治45年2月1日 春日村         | 春日村                       | 春日村                       | 春日村                 | 春日村                 | 昭和31年7月10日 米子市に編入 | 米子市                                                            | 平成17年3月31日 米子市 | 米子市   |
| 会 見 郡 | 上豊田村         | 上豊田村         | 上豊田村               | 明治10年 古豊千村      | 古豊千村                    | 古豊千村            | 西 伯 郡 | 古豊千村                   | 明治45年2月1日 春日村         | 春日村                       | 春日村                       | 春日村                 | 春日村                 | 昭和31年7月10日 米子市に編入 | 米子市                                                            | 平成17年3月31日 米子市 | 米子市   |
| 会 見 郡 | 下豊田村         | 下豊田村         | 下豊田村               | 明治10年 古豊千村      | 古豊千村                    | 古豊千村            | 西 伯 郡 | 古豊千村                   | 明治45年2月1日 春日村         | 春日村                       | 春日村                       | 春日村                 | 春日村                 | 昭和31年7月10日 米子市に編入 | 米子市                                                            | 平成17年3月31日 米子市 | 米子市   |
| 会 見 郡 | 古川村           | 古川村           | 古川村                 | 明治10年 古豊千村      | 古豊千村                    | 古豊千村            | 西 伯 郡 | 古豊千村                   | 明治45年2月1日 春日村         | 春日村                       | 春日村                       | 春日村                 | 春日村                 | 昭和31年7月10日 米子市に編入 | 米子市                                                            | 平成17年3月31日 米子市 | 米子市   |
| 会 見 郡 | 東千太村         | 東千太村         | 東千太村               | 明治10年 古豊千村      | 古豊千村                    | 古豊千村            | 西 伯 郡 | 古豊千村                   | 明治45年2月1日 春日村         | 春日村                       | 春日村                       | 春日村                 | 春日村                 | 昭和31年7月10日 米子市に編入 | 米子市                                                            | 平成17年3月31日 米子市 | 米子市   |
| 会 見 郡 | 東八幡村         | 東八幡村         | 東八幡村               | 東八幡村               | 八幡村                      | 八幡村              | 西 伯 郡 | 八幡村                     | 明治45年2月1日 春日村         | 春日村                       | 春日村                       | 春日村                 | 春日村                 | 昭和31年7月10日 米子市に編入 | 米子市                                                            | 平成17年3月31日 米子市 | 米子市   |
| 会 見 郡 | 水浜村           | 水浜村           | 水浜村                 | 水浜村                 | 八幡村                      | 八幡村              | 西 伯 郡 | 八幡村                     | 明治45年2月1日 春日村         | 春日村                       | 春日村                       | 春日村                 | 春日村                 | 昭和31年7月10日 米子市に編入 | 米子市                                                            | 平成17年3月31日 米子市 | 米子市   |
| 会 見 郡 | 下新印村         | 下新印村         | 下新印村               | 下新印村               | 王子村                      | 王子村              | 西 伯 郡 | 王子村                     | 明治45年2月1日 春日村         | 春日村                       | 春日村                       | 春日村                 | 春日村                 | 昭和31年7月10日 米子市に編入 | 米子市                                                            | 平成17年3月31日 米子市 | 米子市   |
| 会 見 郡 | 赤井手村         | 赤井手村         | 赤井手村               | 赤井手村               | 王子村                      | 王子村              | 西 伯 郡 | 王子村                     | 明治45年2月1日 春日村         | 春日村                       | 春日村                       | 春日村                 | 春日村                 | 昭和31年7月10日 米子市に編入 | 米子市                                                            | 平成17年3月31日 米子市 | 米子市   |
| 会 見 郡 | 一部村           | 一部村           | 一部村                 | 一部村                 | 王子村                      | 王子村              | 西 伯 郡 | 王子村                     | 明治45年2月1日 春日村         | 春日村                       | 春日村                       | 春日村                 | 春日村                 | 昭和31年7月10日 米子市に編入 | 米子市                                                            | 平成17年3月31日 米子市 | 米子市   |
| 会 見 郡 | 上新印村         | 上新印村         | 上新印村               | 上新印村               | 王子村                      | 王子村              | 西 伯 郡 | 王子村                     | 明治45年2月1日 春日村         | 春日村                       | 春日村                       | 春日村                 | 春日村                 | 昭和31年7月10日 米子市に編入 | 米子市                                                            | 平成17年3月31日 米子市 | 米子市   |
| 会 見 郡 | 石州府村         | 石州府村         | 石州府村               | 石州府村               | 県村                        | 県村                | 西 伯 郡 | 県村                       | 県村                          | 県村                         | 県村                         | 県村                   | 県村                   | 昭和32年1月1日 伯仙町        | 昭和43年4月1日 米子市に編入                                       | 平成17年3月31日 米子市 | 米子市   |
| 会 見 郡 | 福万村           | 福万村           | 福万村                 | 福万村                 | 県村                        | 県村                | 西 伯 郡 | 県村                       | 県村                          | 県村                         | 県村                         | 県村                   | 県村                   | 昭和32年1月1日 伯仙町        | 昭和43年4月1日 米子市に編入                                       | 平成17年3月31日 米子市 | 米子市   |
| 会 見 郡 | 日下村           | 日下村           | 日下村                 | 日下村                 | 県村                        | 県村                | 西 伯 郡 | 県村                       | 県村                          | 県村                         | 県村                         | 県村                   | 県村                   | 昭和32年1月1日 伯仙町        | 昭和43年4月1日 米子市に編入                                       | 平成17年3月31日 米子市 | 米子市   |
| 会 見 郡 | 河岡村           | 河岡村           | 河岡村                 | 河岡村                 | 県村                        | 県村                | 西 伯 郡 | 県村                       | 県村                          | 県村                         | 県村                         | 県村                   | 県村                   | 昭和32年1月1日 伯仙町        | 昭和43年4月1日 米子市に編入                                       | 平成17年3月31日 米子市 | 米子市   |
| 会 見 郡 | 尾高村           | 尾高村           | 尾高村                 | 明治11年 尾高村        | 大高村                      | 大高村              | 西 伯 郡 | 大高村                     | 大高村                        | 大高村                       | 大高村                       | 大高村                 | 大高村                 | 昭和32年1月1日 伯仙町        | 昭和43年4月1日 米子市に編入                                       | 平成17年3月31日 米子市 | 米子市   |
| 会 見 郡 | 福富村           | 福富村           | 福富村                 | 明治11年 尾高村        | 大高村                      | 大高村              | 西 伯 郡 | 大高村                     | 大高村                        | 大高村                       | 大高村                       | 大高村                 | 大高村                 | 昭和32年1月1日 伯仙町        | 昭和43年4月1日 米子市に編入                                       | 平成17年3月31日 米子市 | 米子市   |
| 会 見 郡 | 岡成村           | 岡成村           | 岡成村                 | 岡成村                 | 大高村                      | 大高村              | 西 伯 郡 | 大高村                     | 大高村                        | 大高村                       | 大高村                       | 大高村                 | 大高村                 | 昭和32年1月1日 伯仙町        | 昭和43年4月1日 米子市に編入                                       | 平成17年3月31日 米子市 | 米子市   |
| 会 見 郡 | 泉村             | 泉村             | 泉村                   | 泉村                   | 大高村                      | 大高村              | 西 伯 郡 | 大高村                     | 大高村                        | 大高村                       | 大高村                       | 大高村                 | 大高村                 | 昭和32年1月1日 伯仙町        | 昭和43年4月1日 米子市に編入                                       | 平成17年3月31日 米子市 | 米子市   |
| 会 見 郡 | 下郷村           | 下郷村           | 下郷村                 | 下郷村                 | 大高村                      | 大高村              | 西 伯 郡 | 大高村                     | 大高村                        | 大高村                       | 大高村                       | 大高村                 | 大高村                 | 昭和32年1月1日 伯仙町        | 昭和43年4月1日 米子市に編入                                       | 平成17年3月31日 米子市 | 米子市   |
| 会 見 郡 | 佐陀村           | 佐陀村           | 佐陀村                 | 明治11年 佐陀村        | 佐陀村                      | 明治22年12月 大和村 | 西 伯 郡 | 大和村                     | 大和村                        | 大和村                       | 大和村                       | 昭和30年9月1日 淀江町  | 昭和30年9月1日 淀江町  | 淀江町                       | 淀江町                                                            | 平成17年3月31日 米子市 | 米子市   |
| 会 見 郡 | 灘村             | 灘村             | 灘村                   | 明治11年 佐陀村        | 佐陀村                      | 明治22年12月 大和村 | 西 伯 郡 | 大和村                     | 大和村                        | 大和村                       | 大和村                       | 昭和30年9月1日 淀江町  | 昭和30年9月1日 淀江町  | 淀江町                       | 淀江町                                                            | 平成17年3月31日 米子市 | 米子市   |
| 会 見 郡 | 中間村           | 中間村           | 中間村                 | 中間村                 | 佐陀村                      | 明治22年12月 大和村 | 西 伯 郡 | 大和村                     | 大和村                        | 大和村                       | 大和村                       | 昭和30年9月1日 淀江町  | 昭和30年9月1日 淀江町  | 淀江町                       | 淀江町                                                            | 平成17年3月31日 米子市 | 米子市   |
| 会 見 郡 | 小波村           | 小波村           | 小波村                 | 小波村                 | 佐陀村                      | 明治22年12月 大和村 | 西 伯 郡 | 大和村                     | 大和村                        | 大和村                       | 大和村                       | 昭和30年9月1日 淀江町  | 昭和30年9月1日 淀江町  | 淀江町                       | 淀江町                                                            | 平成17年3月31日 米子市 | 米子市   |
| 会 見 郡 | 平岡村           | 平岡村           | 平岡村                 | 平岡村                 | 佐陀村                      | 明治22年12月 大和村 | 西 伯 郡 | 大和村                     | 大和村                        | 大和村                       | 大和村                       | 昭和30年9月1日 淀江町  | 昭和30年9月1日 淀江町  | 淀江町                       | 淀江町                                                            | 平成17年3月31日 米子市 | 米子市   |
| 汗 入 郡 | 淀江村           | 淀江村           | 明治3年 改称 淀江宿    | 淀江宿                 | 淀江町                      | 淀江町              | 西 伯 郡 | 淀江町                     | 淀江町                        | 淀江町                       | 淀江町                       | 昭和30年9月1日 淀江町  | 昭和30年9月1日 淀江町  | 淀江町                       | 淀江町                                                            | 平成17年3月31日 米子市 | 米子市   |
| 汗 入 郡 | 西原村           | 西原村           | 西原村                 | 西原村                 | 淀江町                      | 淀江町              | 西 伯 郡 | 淀江町                     | 淀江町                        | 淀江町                       | 淀江町                       | 昭和30年9月1日 淀江町  | 昭和30年9月1日 淀江町  | 淀江町                       | 淀江町                                                            | 平成17年3月31日 米子市 | 米子市   |
| 汗 入 郡 | 福井村           | 福井村           | 福井村                 | 福井村                 | 宇田川村                    | 宇田川村            | 西 伯 郡 | 宇田川村                   | 宇田川村                      | 宇田川村                     | 宇田川村                     | 昭和30年9月1日 淀江町  | 昭和30年9月1日 淀江町  | 淀江町                       | 淀江町                                                            | 平成17年3月31日 米子市 | 米子市   |
| 汗 入 郡 | 福頼村           | 福頼村           | 福頼村                 | 福頼村                 | 宇田川村                    | 宇田川村            | 西 伯 郡 | 宇田川村                   | 宇田川村                      | 宇田川村                     | 宇田川村                     | 昭和30年9月1日 淀江町  | 昭和30年9月1日 淀江町  | 淀江町                       | 淀江町                                                            | 平成17年3月31日 米子市 | 米子市   |
| 汗 入 郡 | 西尾原村         | 西尾原村         | 西尾原村               | 西尾原村               | 宇田川村                    | 宇田川村            | 西 伯 郡 | 宇田川村                   | 宇田川村                      | 宇田川村                     | 宇田川村                     | 昭和30年9月1日 淀江町  | 昭和30年9月1日 淀江町  | 淀江町                       | 淀江町                                                            | 平成17年3月31日 米子市 | 米子市   |
| 汗 入 郡 | 本宮村           | 本宮村           | 本宮村                 | 本宮村                 | 宇田川村                    | 宇田川村            | 西 伯 郡 | 宇田川村                   | 宇田川村                      | 宇田川村                     | 宇田川村                     | 昭和30年9月1日 淀江町  | 昭和30年9月1日 淀江町  | 淀江町                       | 淀江町                                                            | 平成17年3月31日 米子市 | 米子市   |
| 汗 入 郡 | 富繁村           | 富繁村           | 富繁村                 | 富繁村                 | 宇田川村                    | 宇田川村            | 西 伯 郡 | 宇田川村                   | 宇田川村                      | 宇田川村                     | 宇田川村                     | 昭和30年9月1日 淀江町  | 昭和30年9月1日 淀江町  | 淀江町                       | 淀江町                                                            | 平成17年3月31日 米子市 | 米子市   |
| 汗 入 郡 | 中西尾村         | 中西尾村         | 中西尾村               | 中西尾村               | 宇田川村                    | 宇田川村            | 西 伯 郡 | 宇田川村                   | 宇田川村                      | 宇田川村                     | 宇田川村                     | 昭和30年9月1日 淀江町  | 昭和30年9月1日 淀江町  | 淀江町                       | 淀江町                                                            | 平成17年3月31日 米子市 | 米子市   |
| 汗 入 郡 | 高井谷村         | 高井谷村         | 高井谷村               | 高井谷村               | 宇田川村                    | 宇田川村            | 西 伯 郡 | 宇田川村                   | 宇田川村                      | 宇田川村                     | 宇田川村                     | 昭和30年9月1日 淀江町  | 昭和30年9月1日 淀江町  | 淀江町                       | 淀江町                                                            | 平成17年3月31日 米子市 | 米子市   |
| 汗 入 郡 | 稲吉村           | 稲吉村           | 稲吉村                 | 稲吉村                 | 宇田川村                    | 宇田川村            | 西 伯 郡 | 宇田川村                   | 宇田川村                      | 宇田川村                     | 宇田川村                     | 昭和30年9月1日 淀江町  | 昭和30年9月1日 淀江町  | 淀江町                       | 淀江町                                                            | 平成17年3月31日 米子市 | 米子市   |
| 汗 入 郡 | 北尾村           | 北尾村           | 北尾村                 | 明治10年 福岡村        | 宇田川村                    | 宇田川村            | 西 伯 郡 | 宇田川村                   | 宇田川村                      | 宇田川村                     | 宇田川村                     | 昭和30年9月1日 淀江町  | 昭和30年9月1日 淀江町  | 淀江町                       | 淀江町                                                            | 平成17年3月31日 米子市 | 米子市   |
| 汗 入 郡 | 上淀村           | 上淀村           | 上淀村                 | 明治10年 福岡村        | 宇田川村                    | 宇田川村            | 西 伯 郡 | 宇田川村                   | 宇田川村                      | 宇田川村                     | 宇田川村                     | 昭和30年9月1日 淀江町  | 昭和30年9月1日 淀江町  | 淀江町                       | 淀江町                                                            | 平成17年3月31日 米子市 | 米子市   |
| 汗 入 郡 | 今津村           | 今津村           | 今津村                 | 今津村                 | 高麗村                      | 高麗村              | 西 伯 郡 | 高麗村                     | 高麗村                        | 高麗村                       | 高麗村                       | 昭和30年9月1日 淀江町  | 昭和30年9月1日 淀江町  | 淀江町                       | 淀江町                                                            | 平成17年3月31日 米子市 | 米子市   |
| 汗 入 郡 | 稲光村           | 稲光村           | 稲光村                 | 稲光村                 | 高麗村                      | 高麗村              | 西 伯 郡 | 高麗村                     | 高麗村                        | 高麗村                       | 高麗村                       | 昭和30年9月1日 大山町  | 昭和30年11月3日 大山町 | 大山町                       | 大山町                                                            | 平成17年3月28日 大山町 | 大山町   |
| 汗 入 郡 | 上万村           | 上万村           | 上万村                 | 上万村                 | 高麗村                      | 高麗村              | 西 伯 郡 | 高麗村                     | 高麗村                        | 高麗村                       | 高麗村                       | 昭和30年9月1日 大山町  | 昭和30年11月3日 大山町 | 大山町                       | 大山町                                                            | 平成17年3月28日 大山町 | 大山町   |
| 汗 入 郡 | 平田村           | 平田村           | 平田村                 | 平田村                 | 高麗村                      | 高麗村              | 西 伯 郡 | 高麗村                     | 高麗村                        | 高麗村                       | 高麗村                       | 昭和30年9月1日 大山町  | 昭和30年11月3日 大山町 | 大山町                       | 大山町                                                            | 平成17年3月28日 大山町 | 大山町   |
| 汗 入 郡 | 保田村           | 保田村           | 保田村                 | 保田村                 | 高麗村                      | 高麗村              | 西 伯 郡 | 高麗村                     | 高麗村                        | 高麗村                       | 高麗村                       | 昭和30年9月1日 大山町  | 昭和30年11月3日 大山町 | 大山町                       | 大山町                                                            | 平成17年3月28日 大山町 | 大山町   |
| 汗 入 郡 | 安原村           | 安原村           | 安原村                 | 安原村                 | 高麗村                      | 高麗村              | 西 伯 郡 | 高麗村                     | 高麗村                        | 高麗村                       | 高麗村                       | 昭和30年9月1日 大山町  | 昭和30年11月3日 大山町 | 大山町                       | 大山町                                                            | 平成17年3月28日 大山町 | 大山町   |
| 汗 入 郡 | 富岡村           | 富岡村           | 富岡村                 | 富岡村                 | 高麗村                      | 高麗村              | 西 伯 郡 | 高麗村                     | 高麗村                        | 高麗村                       | 高麗村                       | 昭和30年9月1日 大山町  | 昭和30年11月3日 大山町 | 大山町                       | 大山町                                                            | 平成17年3月28日 大山町 | 大山町   |
| 汗 入 郡 | 妻木村           | 妻木村           | 妻木村                 | 妻木村                 | 高麗村                      | 高麗村              | 西 伯 郡 | 高麗村                     | 高麗村                        | 高麗村                       | 高麗村                       | 昭和30年9月1日 大山町  | 昭和30年11月3日 大山町 | 大山町                       | 大山町                                                            | 平成17年3月28日 大山町 | 大山町   |
| 汗 入 郡 | 長田村           | 長田村           | 長田村                 | 長田村                 | 高麗村                      | 高麗村              | 西 伯 郡 | 高麗村                     | 高麗村                        | 高麗村                       | 高麗村                       | 昭和30年9月1日 大山町  | 昭和30年11月3日 大山町 | 大山町                       | 大山町                                                            | 平成17年3月28日 大山町 | 大山町   |
| 汗 入 郡 | 野田原村         | 野田原村         | 明治2年 改称 荘田村    | 荘田村                 | 高麗村                      | 高麗村              | 西 伯 郡 | 高麗村                     | 高麗村                        | 高麗村                       | 高麗村                       | 昭和30年9月1日 大山町  | 昭和30年11月3日 大山町 | 大山町                       | 大山町                                                            | 平成17年3月28日 大山町 | 大山町   |
| 汗 入 郡 | 所子村           | 所子村           | 所子村                 | 所子村                 | 所子村                      | 所子村              | 西 伯 郡 | 所子村                     | 所子村                        | 所子村                       | 所子村                       | 昭和30年9月1日 大山町  | 昭和30年11月3日 大山町 | 大山町                       | 大山町                                                            | 平成17年3月28日 大山町 | 大山町   |
| 汗 入 郡 | 末長村           | 末長村           | 末長村                 | 末長村                 | 所子村                      | 所子村              | 西 伯 郡 | 所子村                     | 所子村                        | 所子村                       | 所子村                       | 昭和30年9月1日 大山町  | 昭和30年11月3日 大山町 | 大山町                       | 大山町                                                            | 平成17年3月28日 大山町 | 大山町   |
| 汗 入 郡 | 末吉村           | 末吉村           | 末吉村                 | 末吉村                 | 所子村                      | 所子村              | 西 伯 郡 | 所子村                     | 所子村                        | 所子村                       | 所子村                       | 昭和30年9月1日 大山町  | 昭和30年11月3日 大山町 | 大山町                       | 大山町                                                            | 平成17年3月28日 大山町 | 大山町   |
| 汗 入 郡 | 国信村           | 国信村           | 国信村                 | 国信村                 | 所子村                      | 所子村              | 西 伯 郡 | 所子村                     | 所子村                        | 所子村                       | 所子村                       | 昭和30年9月1日 大山町  | 昭和30年11月3日 大山町 | 大山町                       | 大山町                                                            | 平成17年3月28日 大山町 | 大山町   |
| 汗 入 郡 | 福尾村           | 福尾村           | 福尾村                 | 福尾村                 | 所子村                      | 所子村              | 西 伯 郡 | 所子村                     | 所子村                        | 所子村                       | 所子村                       | 昭和30年9月1日 大山町  | 昭和30年11月3日 大山町 | 大山町                       | 大山町                                                            | 平成17年3月28日 大山町 | 大山町   |
| 汗 入 郡 | 上野村           | 上野村           | 上野村                 | 上野村                 | 所子村                      | 所子村              | 西 伯 郡 | 所子村                     | 所子村                        | 所子村                       | 所子村                       | 昭和30年9月1日 大山町  | 昭和30年11月3日 大山町 | 大山町                       | 大山町                                                            | 平成17年3月28日 大山町 | 大山町   |
| 汗 入 郡 | 唐王村           | 唐王村           | 唐王村                 | 唐王村                 | 所子村                      | 所子村              | 西 伯 郡 | 所子村                     | 所子村                        | 所子村                       | 所子村                       | 昭和30年9月1日 大山町  | 昭和30年11月3日 大山町 | 大山町                       | 大山町                                                            | 平成17年3月28日 大山町 | 大山町   |
| 汗 入 郡 | 平木村           | 平木村           | 平木村                 | 平木村                 | 所子村                      | 所子村              | 西 伯 郡 | 所子村                     | 所子村                        | 所子村                       | 所子村                       | 昭和30年9月1日 大山町  | 昭和30年11月3日 大山町 | 大山町                       | 大山町                                                            | 平成17年3月28日 大山町 | 大山町   |
| 汗 入 郡 | 神原村           | 神原村           | 神原村                 | 神原村                 | 所子村                      | 所子村              | 西 伯 郡 | 所子村                     | 所子村                        | 所子村                       | 所子村                       | 昭和30年9月1日 大山町  | 昭和30年11月3日 大山町 | 大山町                       | 大山町                                                            | 平成17年3月28日 大山町 | 大山町   |
| 汗 入 郡 | 中高村           | 中高村           | 中高村                 | 中高村                 | 所子村                      | 所子村              | 西 伯 郡 | 所子村                     | 所子村                        | 所子村                       | 所子村                       | 昭和30年9月1日 大山町  | 昭和30年11月3日 大山町 | 大山町                       | 大山町                                                            | 平成17年3月28日 大山町 | 大山町   |
| 汗 入 郡 | 野田村           | 野田村           | 野田村                 | 野田村                 | 所子村                      | 所子村              | 西 伯 郡 | 所子村                     | 所子村                        | 所子村                       | 所子村                       | 昭和30年9月1日 大山町  | 昭和30年11月3日 大山町 | 大山町                       | 大山町                                                            | 平成17年3月28日 大山町 | 大山町   |
| 汗 入 郡 | 清原村           | 清原村           | 清原村                 | 清原村                 | 所子村                      | 所子村              | 西 伯 郡 | 所子村                     | 所子村                        | 所子村                       | 所子村                       | 昭和30年9月1日 大山町  | 昭和30年11月3日 大山町 | 大山町                       | 大山町                                                            | 平成17年3月28日 大山町 | 大山町   |
| 汗 入 郡 | 坊領村           | 坊領村           | 坊領村                 | 坊領村                 | 大山村                      | 大山村              | 西 伯 郡 | 大山村                     | 大山村                        | 大山村                       | 大山村                       | 大山村                 | 昭和30年11月3日 大山町 | 大山町                       | 大山町                                                            | 平成17年3月28日 大山町 | 大山町   |
| 汗 入 郡 | 佐摩村           | 佐摩村           | 佐摩村                 | 佐摩村                 | 大山村                      | 大山村              | 西 伯 郡 | 大山村                     | 大山村                        | 大山村                       | 大山村                       | 大山村                 | 昭和30年11月3日 大山町 | 大山町                       | 大山町                                                            | 平成17年3月28日 大山町 | 大山町   |
| 汗 入 郡 | 今在家村         | 今在家村         | 今在家村               | 今在家村               | 大山村                      | 大山村              | 西 伯 郡 | 大山村                     | 大山村                        | 大山村                       | 大山村                       | 大山村                 | 昭和30年11月3日 大山町 | 大山町                       | 大山町                                                            | 平成17年3月28日 大山町 | 大山町   |
| 汗 入 郡 | 前村             | 前村             | 前村                   | 前村                   | 大山村                      | 大山村              | 西 伯 郡 | 大山村                     | 大山村                        | 大山村                       | 大山村                       | 大山村                 | 昭和30年11月3日 大山町 | 大山町                       | 大山町                                                            | 平成17年3月28日 大山町 | 大山町   |
| 汗 入 郡 | 鈑戸村           | 鈑戸村           | 鈑戸村                 | 鈑戸村                 | 大山村                      | 大山村              | 西 伯 郡 | 大山村                     | 大山村                        | 大山村                       | 大山村                       | 大山村                 | 昭和30年11月3日 大山町 | 大山町                       | 大山町                                                            | 平成17年3月28日 大山町 | 大山町   |
| 汗 入 郡 | 宮内村           | 宮内村           | 宮内村                 | 宮内村                 | 大山村                      | 大山村              | 西 伯 郡 | 大山村                     | 大山村                        | 大山村                       | 大山村                       | 大山村                 | 昭和30年11月3日 大山町 | 大山町                       | 大山町                                                            | 平成17年3月28日 大山町 | 大山町   |
| 汗 入 郡 | 平村             | 平村             | 平村                   | 平村                   | 大山村                      | 大山村              | 西 伯 郡 | 大山村                     | 大山村                        | 大山村                       | 大山村                       | 大山村                 | 昭和30年11月3日 大山町 | 大山町                       | 大山町                                                            | 平成17年3月28日 大山町 | 大山町   |
| 汗 入 郡 | 赤松村           | 赤松村           | 赤松村                 | 赤松村                 | 大山村                      | 大山村              | 西 伯 郡 | 大山村                     | 大山村                        | 大山村                       | 大山村                       | 大山村                 | 昭和30年11月3日 大山町 | 大山町                       | 大山町                                                            | 平成17年3月28日 大山町 | 大山町   |
| 汗 入 郡 | 蔵岡村           | 蔵岡村           | 蔵岡村                 | 明治10年 豊房村        | 大山村                      | 大山村              | 西 伯 郡 | 大山村                     | 大山村                        | 大山村                       | 大山村                       | 大山村                 | 昭和30年11月3日 大山町 | 大山町                       | 大山町                                                            | 平成17年3月28日 大山町 | 大山町   |
| 汗 入 郡 | 原村             | 原村             | 原村                   | 明治10年 豊房村        | 大山村                      | 大山村              | 西 伯 郡 | 大山村                     | 大山村                        | 大山村                       | 大山村                       | 大山村                 | 昭和30年11月3日 大山町 | 大山町                       | 大山町                                                            | 平成17年3月28日 大山町 | 大山町   |
| 汗 入 郡 | 別所村           | 別所村           | 別所村                 | 明治10年 豊房村        | 大山村                      | 大山村              | 西 伯 郡 | 大山村                     | 大山村                        | 大山村                       | 大山村                       | 大山村                 | 昭和30年11月3日 大山町 | 大山町                       | 大山町                                                            | 平成17年3月28日 大山町 | 大山町   |
| 汗 入 郡 | 畑村             | 畑村             | 畑村                   | 明治10年 豊房村        | 大山村                      | 大山村              | 西 伯 郡 | 大山村                     | 大山村                        | 大山村                       | 大山村                       | 大山村                 | 昭和30年11月3日 大山町 | 大山町                       | 大山町                                                            | 平成17年3月28日 大山町 | 大山町   |
| 汗 入 郡 | （大山寺境内地） | （大山寺境内地） | （大山寺境内地）       | 明治9年 起立 大山村    | 大山村                      | 大山村              | 西 伯 郡 | 大山村                     | 大山村                        | 大山村                       | 大山村                       | 大山村                 | 昭和30年11月3日 大山町 | 大山町                       | 大山町                                                            | 平成17年3月28日 大山町 | 大山町   |
| 汗 入 郡 | 御来屋宿         | 御来屋宿         | 御来屋宿               | 御来屋宿               | 御来屋村                    | 御来屋村            | 西 伯 郡 | 御来屋村                   | 明治32年3月18日 町制 御来屋町 | 御来屋町                     | 昭和29年4月1日 名和町        | 昭和29年4月1日 名和町  | 昭和29年4月1日 名和町  | 名和町                       | 名和町                                                            | 平成17年3月28日 大山町 | 大山町   |
| 汗 入 郡 | 坪田村           | 坪田村           | 坪田村                 | 明治10年 名和村        | 名和村                      | 名和村              | 西 伯 郡 | 名和村                     | 名和村                        | 名和村                       | 昭和29年4月1日 名和町        | 昭和29年4月1日 名和町  | 昭和29年4月1日 名和町  | 名和町                       | 名和町                                                            | 平成17年3月28日 大山町 | 大山町   |
| 汗 入 郡 | 東谷村           | 東谷村           | 東谷村                 | 明治10年 名和村        | 名和村                      | 名和村              | 西 伯 郡 | 名和村                     | 名和村                        | 名和村                       | 昭和29年4月1日 名和町        | 昭和29年4月1日 名和町  | 昭和29年4月1日 名和町  | 名和町                       | 名和町                                                            | 平成17年3月28日 大山町 | 大山町   |
| 汗 入 郡 | 奈和村           | 奈和村           | 奈和村                 | 明治10年 加茂村        | 名和村                      | 名和村              | 西 伯 郡 | 名和村                     | 名和村                        | 名和村                       | 昭和29年4月1日 名和町        | 昭和29年4月1日 名和町  | 昭和29年4月1日 名和町  | 名和町                       | 名和町                                                            | 平成17年3月28日 大山町 | 大山町   |
| 汗 入 郡 | 梶原村           | 梶原村           | 梶原村                 | 明治10年 加茂村        | 名和村                      | 名和村              | 西 伯 郡 | 名和村                     | 名和村                        | 名和村                       | 昭和29年4月1日 名和町        | 昭和29年4月1日 名和町  | 昭和29年4月1日 名和町  | 名和町                       | 名和町                                                            | 平成17年3月28日 大山町 | 大山町   |
| 汗 入 郡 | 門前村           | 門前村           | 門前村                 | 門前村                 | 名和村                      | 名和村              | 西 伯 郡 | 名和村                     | 名和村                        | 名和村                       | 昭和29年4月1日 名和町        | 昭和29年4月1日 名和町  | 昭和29年4月1日 名和町  | 名和町                       | 名和町                                                            | 平成17年3月28日 大山町 | 大山町   |
| 汗 入 郡 | 富長村           | 富長村           | 富長村                 | 富長村                 | 庄内村                      | 庄内村              | 西 伯 郡 | 庄内村                     | 庄内村                        | 庄内村                       | 昭和29年4月1日 名和町        | 昭和29年4月1日 名和町  | 昭和29年4月1日 名和町  | 名和町                       | 名和町                                                            | 平成17年3月28日 大山町 | 大山町   |
| 汗 入 郡 | 古御堂村         | 古御堂村         | 古御堂村               | 古御堂村               | 庄内村                      | 庄内村              | 西 伯 郡 | 庄内村                     | 庄内村                        | 庄内村                       | 昭和29年4月1日 名和町        | 昭和29年4月1日 名和町  | 昭和29年4月1日 名和町  | 名和町                       | 名和町                                                            | 平成17年3月28日 大山町 | 大山町   |
| 汗 入 郡 | 茶畑村           | 茶畑村           | 茶畑村                 | 茶畑村                 | 庄内村                      | 庄内村              | 西 伯 郡 | 庄内村                     | 庄内村                        | 庄内村                       | 昭和29年4月1日 名和町        | 昭和29年4月1日 名和町  | 昭和29年4月1日 名和町  | 名和町                       | 名和町                                                            | 平成17年3月28日 大山町 | 大山町   |
| 汗 入 郡 | 大塚村           | 大塚村           | 大塚村                 | 明治10年 大塚村        | 庄内村                      | 庄内村              | 西 伯 郡 | 庄内村                     | 庄内村                        | 庄内村                       | 昭和29年4月1日 名和町        | 昭和29年4月1日 名和町  | 昭和29年4月1日 名和町  | 名和町                       | 名和町                                                            | 平成17年3月28日 大山町 | 大山町   |
| 汗 入 郡 | 福田村           | 福田村           | 福田村                 | 明治10年 大塚村        | 庄内村                      | 庄内村              | 西 伯 郡 | 庄内村                     | 庄内村                        | 庄内村                       | 昭和29年4月1日 名和町        | 昭和29年4月1日 名和町  | 昭和29年4月1日 名和町  | 名和町                       | 名和町                                                            | 平成17年3月28日 大山町 | 大山町   |
| 汗 入 郡 | 押平村           | 押平村           | 押平村                 | 明治10年 押平村        | 庄内村                      | 庄内村              | 西 伯 郡 | 庄内村                     | 庄内村                        | 庄内村                       | 昭和29年4月1日 名和町        | 昭和29年4月1日 名和町  | 昭和29年4月1日 名和町  | 名和町                       | 名和町                                                            | 平成17年3月28日 大山町 | 大山町   |
| 汗 入 郡 | 茶畑原村         | 茶畑原村         | 茶畑原村               | 明治10年 押平村        | 庄内村                      | 庄内村              | 西 伯 郡 | 庄内村                     | 庄内村                        | 庄内村                       | 昭和29年4月1日 名和町        | 昭和29年4月1日 名和町  | 昭和29年4月1日 名和町  | 名和町                       | 名和町                                                            | 平成17年3月28日 大山町 | 大山町   |
| 汗 入 郡 | 東高田村         | 東高田村         | 東高田村               | 明治10年 高田村        | 庄内村                      | 庄内村              | 西 伯 郡 | 庄内村                     | 庄内村                        | 庄内村                       | 昭和29年4月1日 名和町        | 昭和29年4月1日 名和町  | 昭和29年4月1日 名和町  | 名和町                       | 名和町                                                            | 平成17年3月28日 大山町 | 大山町   |
| 汗 入 郡 | 西高田村         | 西高田村         | 西高田村               | 明治10年 高田村        | 庄内村                      | 庄内村              | 西 伯 郡 | 庄内村                     | 庄内村                        | 庄内村                       | 昭和29年4月1日 名和町        | 昭和29年4月1日 名和町  | 昭和29年4月1日 名和町  | 名和町                       | 名和町                                                            | 平成17年3月28日 大山町 | 大山町   |
| 汗 入 郡 | 上高田村         | 上高田村         | 上高田村               | 明治10年 高田村        | 庄内村                      | 庄内村              | 西 伯 郡 | 庄内村                     | 庄内村                        | 庄内村                       | 昭和29年4月1日 名和町        | 昭和29年4月1日 名和町  | 昭和29年4月1日 名和町  | 名和町                       | 名和町                                                            | 平成17年3月28日 大山町 | 大山町   |
| 汗 入 郡 | 倉谷村           | 倉谷村           | 倉谷村                 | 倉谷村                 | 光徳村                      | 光徳村              | 西 伯 郡 | 光徳村                     | 光徳村                        | 光徳村                       | 昭和29年4月1日 名和町        | 昭和29年4月1日 名和町  | 昭和29年4月1日 名和町  | 名和町                       | 名和町                                                            | 平成17年3月28日 大山町 | 大山町   |
| 汗 入 郡 | 小竹村           | 小竹村           | 小竹村                 | 小竹村                 | 光徳村                      | 光徳村              | 西 伯 郡 | 光徳村                     | 光徳村                        | 光徳村                       | 昭和29年4月1日 名和町        | 昭和29年4月1日 名和町  | 昭和29年4月1日 名和町  | 名和町                       | 名和町                                                            | 平成17年3月28日 大山町 | 大山町   |
| 汗 入 郡 | 東坪村           | 東坪村           | 東坪村                 | 東坪村                 | 光徳村                      | 光徳村              | 西 伯 郡 | 光徳村                     | 光徳村                        | 光徳村                       | 昭和29年4月1日 名和町        | 昭和29年4月1日 名和町  | 昭和29年4月1日 名和町  | 名和町                       | 名和町                                                            | 平成17年3月28日 大山町 | 大山町   |
| 汗 入 郡 | 西坪村           | 西坪村           | 西坪村                 | 西坪村                 | 光徳村                      | 光徳村              | 西 伯 郡 | 光徳村                     | 光徳村                        | 光徳村                       | 昭和29年4月1日 名和町        | 昭和29年4月1日 名和町  | 昭和29年4月1日 名和町  | 名和町                       | 名和町                                                            | 平成17年3月28日 大山町 | 大山町   |
| 汗 入 郡 | 木料村           | 木料村           | 木料村                 | 明治10年 豊成村        | 光徳村                      | 光徳村              | 西 伯 郡 | 光徳村                     | 光徳村                        | 光徳村                       | 昭和29年4月1日 名和町        | 昭和29年4月1日 名和町  | 昭和29年4月1日 名和町  | 名和町                       | 名和町                                                            | 平成17年3月28日 大山町 | 大山町   |
| 汗 入 郡 | 前谷村           | 一部を除く       | 前谷村                 | 明治10年 豊成村        | 光徳村                      | 光徳村              | 西 伯 郡 | 光徳村                     | 光徳村                        | 光徳村                       | 昭和29年4月1日 名和町        | 昭和29年4月1日 名和町  | 昭和29年4月1日 名和町  | 名和町                       | 名和町                                                            | 平成17年3月28日 大山町 | 大山町   |
| 汗 入 郡 | 前谷村           | 一部             | 前谷村                 | 明治10年 豊成村        | 逢坂村                      | 逢坂村              | 西 伯 郡 | 逢坂村                     | 逢坂村                        | 逢坂村                       | 逢坂村                       | 逢坂村                 | 逢坂村                 | 昭和32年3月31日 中山町       | 中山町                                                            | 平成17年3月28日 大山町 | 大山町   |
| 汗 入 郡 | 下市村           | 下市村           | 下市村                 | 下市村                 | 逢坂村                      | 逢坂村              | 西 伯 郡 | 逢坂村                     | 逢坂村                        | 逢坂村                       | 逢坂村                       | 逢坂村                 | 逢坂村                 | 昭和32年3月31日 中山町       | 中山町                                                            | 平成17年3月28日 大山町 | 大山町   |
| 汗 入 郡 | 高橋村           | 高橋村           | 高橋村                 | 高橋村                 | 逢坂村                      | 逢坂村              | 西 伯 郡 | 逢坂村                     | 逢坂村                        | 逢坂村                       | 逢坂村                       | 逢坂村                 | 逢坂村                 | 昭和32年3月31日 中山町       | 中山町                                                            | 平成17年3月28日 大山町 | 大山町   |
| 汗 入 郡 | 殿河内村         | 殿河内村         | 殿河内村               | 殿河内村               | 逢坂村                      | 逢坂村              | 西 伯 郡 | 逢坂村                     | 逢坂村                        | 逢坂村                       | 逢坂村                       | 逢坂村                 | 逢坂村                 | 昭和32年3月31日 中山町       | 中山町                                                            | 平成17年3月28日 大山町 | 大山町   |
| 汗 入 郡 | 上市村           | 上市村           | 上市村                 | 上市村                 | 逢坂村                      | 逢坂村              | 西 伯 郡 | 逢坂村                     | 逢坂村                        | 逢坂村                       | 逢坂村                       | 逢坂村                 | 逢坂村                 | 昭和32年3月31日 中山町       | 中山町                                                            | 平成17年3月28日 大山町 | 大山町   |
| 汗 入 郡 | 塩津村           | 塩津村           | 塩津村                 | 塩津村                 | 逢坂村                      | 逢坂村              | 西 伯 郡 | 逢坂村                     | 逢坂村                        | 逢坂村                       | 逢坂村                       | 逢坂村                 | 逢坂村                 | 昭和32年3月31日 中山町       | 中山町                                                            | 平成17年3月28日 大山町 | 大山町   |
| 汗 入 郡 | 岡村             | 岡村             | 岡村                   | 岡村                   | 逢坂村                      | 逢坂村              | 西 伯 郡 | 逢坂村                     | 逢坂村                        | 逢坂村                       | 逢坂村                       | 逢坂村                 | 逢坂村                 | 昭和32年3月31日 中山町       | 中山町                                                            | 平成17年3月28日 大山町 | 大山町   |
| 汗 入 郡 | 松河原村         | 松河原村         | 松河原村               | 松河原村               | 逢坂村                      | 逢坂村              | 西 伯 郡 | 逢坂村                     | 逢坂村                        | 逢坂村                       | 逢坂村                       | 逢坂村                 | 逢坂村                 | 昭和32年3月31日 中山町       | 中山町                                                            | 平成17年3月28日 大山町 | 大山町   |
| 八 橋 郡 | 新市村           | 新市村           | 新市村                 | 明治10年 住吉村        | 逢坂村                      | 逢坂村              | 西 伯 郡 | 逢坂村                     | 逢坂村                        | 逢坂村                       | 逢坂村                       | 逢坂村                 | 逢坂村                 | 昭和32年3月31日 中山町       | 中山町                                                            | 平成17年3月28日 大山町 | 大山町   |
| 八 橋 郡 | 上田村           | 上田村           | 上田村                 | 明治10年 住吉村        | 逢坂村                      | 逢坂村              | 西 伯 郡 | 逢坂村                     | 逢坂村                        | 逢坂村                       | 逢坂村                       | 逢坂村                 | 逢坂村                 | 昭和32年3月31日 中山町       | 中山町                                                            | 平成17年3月28日 大山町 | 大山町   |
| 八 橋 郡 | 羽田井村         | 羽田井村         | 羽田井村               | 羽田井村               | 上中山村                    | 上中山村            | 東 伯 郡 | 上中山村                   | 上中山村                      | 上中山村                     | 上中山村                     | 昭和30年4月1日 中山村  | 昭和30年4月1日 中山村  | 昭和32年3月31日 中山町       | 中山町                                                            | 平成17年3月28日 大山町 | 大山町   |
| 八 橋 郡 | 束積村           | 束積村           | 束積村                 | 束積村                 | 上中山村                    | 上中山村            | 東 伯 郡 | 上中山村                   | 上中山村                      | 上中山村                     | 上中山村                     | 昭和30年4月1日 中山村  | 昭和30年4月1日 中山村  | 昭和32年3月31日 中山町       | 中山町                                                            | 平成17年3月28日 大山町 | 大山町   |
| 八 橋 郡 | 八重村           | 八重村           | 八重村                 | 八重村                 | 上中山村                    | 上中山村            | 東 伯 郡 | 上中山村                   | 上中山村                      | 上中山村                     | 上中山村                     | 昭和30年4月1日 中山村  | 昭和30年4月1日 中山村  | 昭和32年3月31日 中山町       | 中山町                                                            | 平成17年3月28日 大山町 | 大山町   |
| 八 橋 郡 | 樋口村           | 樋口村           | 樋口村                 | 樋口村                 | 上中山村                    | 上中山村            | 東 伯 郡 | 上中山村                   | 上中山村                      | 上中山村                     | 上中山村                     | 昭和30年4月1日 中山村  | 昭和30年4月1日 中山村  | 昭和32年3月31日 中山町       | 中山町                                                            | 平成17年3月28日 大山町 | 大山町   |
| 八 橋 郡 | 石井垣村         | 石井垣村         | 石井垣村               | 石井垣村               | 上中山村                    | 上中山村            | 東 伯 郡 | 上中山村                   | 上中山村                      | 上中山村                     | 上中山村                     | 昭和30年4月1日 中山村  | 昭和30年4月1日 中山村  | 昭和32年3月31日 中山町       | 中山町                                                            | 平成17年3月28日 大山町 | 大山町   |
| 八 橋 郡 | 退休寺村         | 退休寺村         | 退休寺村               | 退休寺村               | 上中山村                    | 上中山村            | 東 伯 郡 | 上中山村                   | 上中山村                      | 上中山村                     | 上中山村                     | 昭和30年4月1日 中山村  | 昭和30年4月1日 中山村  | 昭和32年3月31日 中山町       | 中山町                                                            | 平成17年3月28日 大山町 | 大山町   |
| 八 橋 郡 | 潮音寺村         | 潮音寺村         | 潮音寺村               | 潮音寺村               | 下中山村                    | 下中山村            | 東 伯 郡 | 下中山村                   | 下中山村                      | 下中山村                     | 下中山村                     | 昭和30年4月1日 中山村  | 昭和30年4月1日 中山村  | 昭和32年3月31日 中山町       | 中山町                                                            | 平成17年3月28日 大山町 | 大山町   |
| 八 橋 郡 | 栄田村           | 栄田村           | 栄田村                 | 栄田村                 | 下中山村                    | 下中山村            | 東 伯 郡 | 下中山村                   | 下中山村                      | 下中山村                     | 下中山村                     | 昭和30年4月1日 中山村  | 昭和30年4月1日 中山村  | 昭和32年3月31日 中山町       | 中山町                                                            | 平成17年3月28日 大山町 | 大山町   |
| 八 橋 郡 | 御崎村           | 御崎村           | 御崎村                 | 御崎村                 | 下中山村                    | 下中山村            | 東 伯 郡 | 下中山村                   | 下中山村                      | 下中山村                     | 下中山村                     | 昭和30年4月1日 中山村  | 昭和30年4月1日 中山村  | 昭和32年3月31日 中山町       | 中山町                                                            | 平成17年3月28日 大山町 | 大山町   |
| 八 橋 郡 | 赤坂村           | 赤坂村           | 赤坂村                 | 赤坂村                 | 下中山村                    | 下中山村            | 東 伯 郡 | 下中山村                   | 下中山村                      | 下中山村                     | 下中山村                     | 昭和30年4月1日 中山村  | 昭和30年4月1日 中山村  | 昭和32年3月31日 中山町       | 中山町                                                            | 平成17年3月28日 大山町 | 大山町   |
| 八 橋 郡 | 下甲村           | 下甲村           | 下甲村                 | 下甲村                 | 下中山村                    | 下中山村            | 東 伯 郡 | 下中山村                   | 下中山村                      | 下中山村                     | 下中山村                     | 昭和30年4月1日 中山村  | 昭和30年4月1日 中山村  | 昭和32年3月31日 中山町       | 中山町                                                            | 平成17年3月28日 大山町 | 大山町   |
| 八 橋 郡 | 内蔵村           | 内蔵村           | 内蔵村                 | 明治10年 田中村        | 下中山村                    | 下中山村            | 東 伯 郡 | 下中山村                   | 下中山村                      | 下中山村                     | 下中山村                     | 昭和30年4月1日 中山村  | 昭和30年4月1日 中山村  | 昭和32年3月31日 中山町       | 中山町                                                            | 平成17年3月28日 大山町 | 大山町   |
| 八 橋 郡 | 金屋村           | 金屋村           | 金屋村                 | 明治10年 田中村        | 下中山村                    | 下中山村            | 東 伯 郡 | 下中山村                   | 下中山村                      | 下中山村                     | 下中山村                     | 昭和30年4月1日 中山村  | 昭和30年4月1日 中山村  | 昭和32年3月31日 中山町       | 中山町                                                            | 平成17年3月28日 大山町 | 大山町   |

## 行政
歴代郡長
| 代 | 氏名       | 就任年月日                 | 退任年月日                 | 出身   | 前任                 | 転任                   |
| --- | ---------- | -------------------------- | -------------------------- | ------ | -------------------- | ---------------------- |
| 1 | 宮川武行   | 明治29年（1896年）4月1日   | 明治29年（1896年）9月10日  | 福岡県 | 汗入・会見郡長       | 台中県支庁長           |
| 2 | 天野祐治   | 明治29年（1896年）9月16日  | 明治34年（1901年）1月14日  | 鳥取県 | 東伯郡長→非職        | 気高郡長               |
| 3 | 稲村改良   | 明治34年（1901年）1月14日  | 明治36年（1903年）2月15日  | 茨城県 | 東伯郡長             | 死去                   |
| ‐ | 村山金治   | 明治36年（1903年）2月15日  | 明治36年（1903年）3月16日  | ‐      | （郡長代理、郡書紀） | （郡長代理、郡書紀）   |
| 4 | 井上孝道   | 明治36年（1903年）3月16日  | 明治42年（1909年）11月15日 | 東京府 | 青森県中津軽郡長     | 岩美郡長               |
| 5 | 友成正     | 明治42年（1909年）11月15日 | 大正2年（1913年）3月31日   | 熊本県 | 気高郡長             | 八頭郡長               |
| 6 | 井上廉治   | 大正2年（1913年）3月31日   | 大正4年（1915年）12月22日  | 鳥取県 | 日野郡長             | 依願免官               |
| 7 | 湯目東雄   | 大正4年（1915年）12月22日  | 大正9年（1920年）9月7日    | 東京府 | 気高郡長             | 岩美郡長               |
| 8 | 浅沼喜雄   | 大正9年（1920年）9月8日    | 大正13年（1924年）9月8日   | 鳥取県 | 東伯郡長             | 岩美郡長               |
| 9 | 真野庄太郎 | 大正13年（1924年）9月9日   | 大正15年（1926年）6月30日  | 鳥取県 | 東伯郡長             | 郡役所廃止により、廃官 |
| 参考文献 - 西伯郡自治史 : 郡制廃止記念220-221頁（西伯郡町村長会、1930年） 鳥取県史 近代 第5巻 (資料編)990頁（鳥取県、1967年） |            |                            |                            |        |                      |                        |